# Xanten
Xanten [ˈksantən] (lateinisch Castra Vetera oder Xantum) ist eine mittlere kreisangehörige Stadt des Kreises Wesel am unteren Niederrhein in Nordrhein-Westfalen.
Während der Römerzeit, etwa um die Zeitenwende, befanden sich unweit des Stadtkerns ein Legionslager (Vetera) sowie die Colonia Ulpia Traiana (um 275 n. Chr. zerstört). Im frühen Mittelalter entstand eine neue Siedlung über dem alten römischen Friedhof, für die aus einem lateinischen Text des 9. Jahrhunderts die Ortsbezeichnung Sanctos überliefert ist, das spätere Xanten mit dem Stift und dann dem sogenannten Dom St. Viktor (8. Jahrhundert). Fraglos steht dieser lateinische Ortsname in einem Bezug zur lokalen Viktor-Heiligenlegende sowie zu am Ort aufgefundenen Grabstätten, die nachträglich als Märtyrergräber gedeutet wurden, fälschlicherweise wird in der Literatur jedoch immer wieder nacherzählt, das durch eine andere lateinische Textstelle überlieferte Ad Sanctos sei mit „Zu den Heiligen“ gleichzusetzen. Im Nibelungenlied wird Santen als angeblicher Geburtsort des Helden Siegfried erwähnt. Xanten ist zugleich als Römer-, Dom- und Siegfriedstadt bekannt. Xanten ist die einzige Gemeinde Deutschlands, deren Name mit einem „X“ beginnt.
Im Jahr 1977 eröffnete der Archäologische Park Xanten (APX) auf einem Teil der früheren Colonia; er beherbergt nun auch das LVR-Römermuseum. Zwischen Park und Rhein wurden außerdem zwei Baggerseen zum Freizeitzentrum Xanten (Xantener Nordsee und Xantener Südsee). Im Jahr 1988 wurde Xanten zum ersten staatlich anerkannten Erholungsort im Regierungsbezirk Düsseldorf; seit 2014 ist es Luftkurort.

## Geographie

### Lage

Lage der Stadtteile Xantens

Xanten liegt bei 51° 39′ 44″ nördlicher Breite und 6° 27′ 14″ östlicher Länge in der niederrheinischen Tiefebene 32 km nordwestlich von Duisburg und 37 km nordöstlich von Venlo (NL) (jeweils Luftlinie).
Die zur Stadt Xanten gehörenden Ortschaften sind in die sechs Stadtbezirke Birten, Lüttingen, Marienbaum, Vynen/Obermörmter, Wardt (mit Mörmter und Willich) und Xanten (mit Beek und Ursel) eingeteilt. Die Ortschaft Xanten selbst teilt sich weiter in die drei Ortsteile Hochbruch, Niederbruch und den eigentlichen Stadtkern Xantens, die Ortschaft Birten in Neu-, Ober- und Unterbirten.
Im Nordosten wird das Stadtgebiet durch den Rhein begrenzt. Zwischen diesem und der Ortschaft Birten trennt der Xantener Altrhein, ein nur über den Graben Göt mit dem Rhein verbundener Mäander, das Naturschutzgebiet Bislicher Insel vom restlichen Stadtgebiet und bildet die Grundlage der dortigen Auenlandschaft. Zwischen Birten und Xanten gelegen bildet der teils unter Naturschutz stehende Fürstenberg eine der wenigen Erhöhungen im ansonsten meist ebenen Stadtgebiet. Über eine schmale, teils bewaldete Hügelkette setzt sich diese über das Waldstück Hees und das Naturschutzgebiet Grenzdyck bis zur so genannten Sonsbecker Schweiz südwestlich von Xanten fort. Entstanden ist dieser Höhenzug, ein Abschnitt des Niederrheinischen Höhenzuges als Endmoräne in der Saaleeiszeit.
Nordwestlich von Xanten, nur durch den Stadtpark vom Stadtzentrum getrennt, befindet sich der Archäologische Park Xanten, nördlich die Ortschaft Lüttingen. Nordöstlich an den Rhein grenzend liegt diese unmittelbar an der Xantener Südsee, einem durch Kiesaushebungen entstandenen See. Über einen schmalen Kanal ist dieser mit der Xantener Nordsee, die ebenfalls durch Kiesaushebungen entstand, verbunden. Die Ortschaft Wardt liegt auf einer „Insel“ zwischen dem Rhein auf der nordöstlichen und den beiden Seen samt Kanal auf der südwestlichen Seite und somit in direkter Nähe zum Freizeitzentrum Xanten. Nordwestlich der Xantener Nordsee liegt an diese angrenzend die Ortschaft Vynen. Dem Verlauf des Rheins nach Norden folgend liegen die Ortschaft Obermörmter und die Naturschutzgebiete Gut Grindt und Rheinaue sowie Reeser Schanz. Westlich von Vynen gelegen beginnt in der Umgebung der Ortschaft Marienbaum der Uedemer Hochwald. Zwischen Marienbaum und Xanten liegen die Bauerschaften Mörmter, Ursel und Willich.

### Nachbargemeinden
Das Xantener Stadtgebiet wird begrenzt durch die Stadt Rees (Kreis Kleve) im Norden, die Stadt Wesel im Osten, die Gemeinden Alpen und Sonsbeck im Süden sowie die Städte Uedem und Kalkar (beide Kreis Kleve) im Westen.

## Geschichte

### Frühgeschichte
Erste Belege menschlichen Lebens im Stadtgebiet stellen im Raum Obermörmter gefundene Geweihhacken dar, die aus der ausgehenden Mittelsteinzeit stammen. Im Stadtzentrum wurden jungsteinzeitliche Gräber, Steinwerkzeuge und Töpfereiprodukte, in den Ortschaften Wardt und Vynen jungsteinzeitliche Beile gefunden. Bronzezeitliche Schwerter, Dolche und Ziernadeln wurden in Lüttingen, Wardt und Vynen entdeckt. Die frühesten Spuren einer dauerhaften Besiedlung sind auf dem Gelände des Archäologischen Parks nachweisbar und stammen aus der Eisenzeit.

### Römische Besiedlung

#### Entwicklung

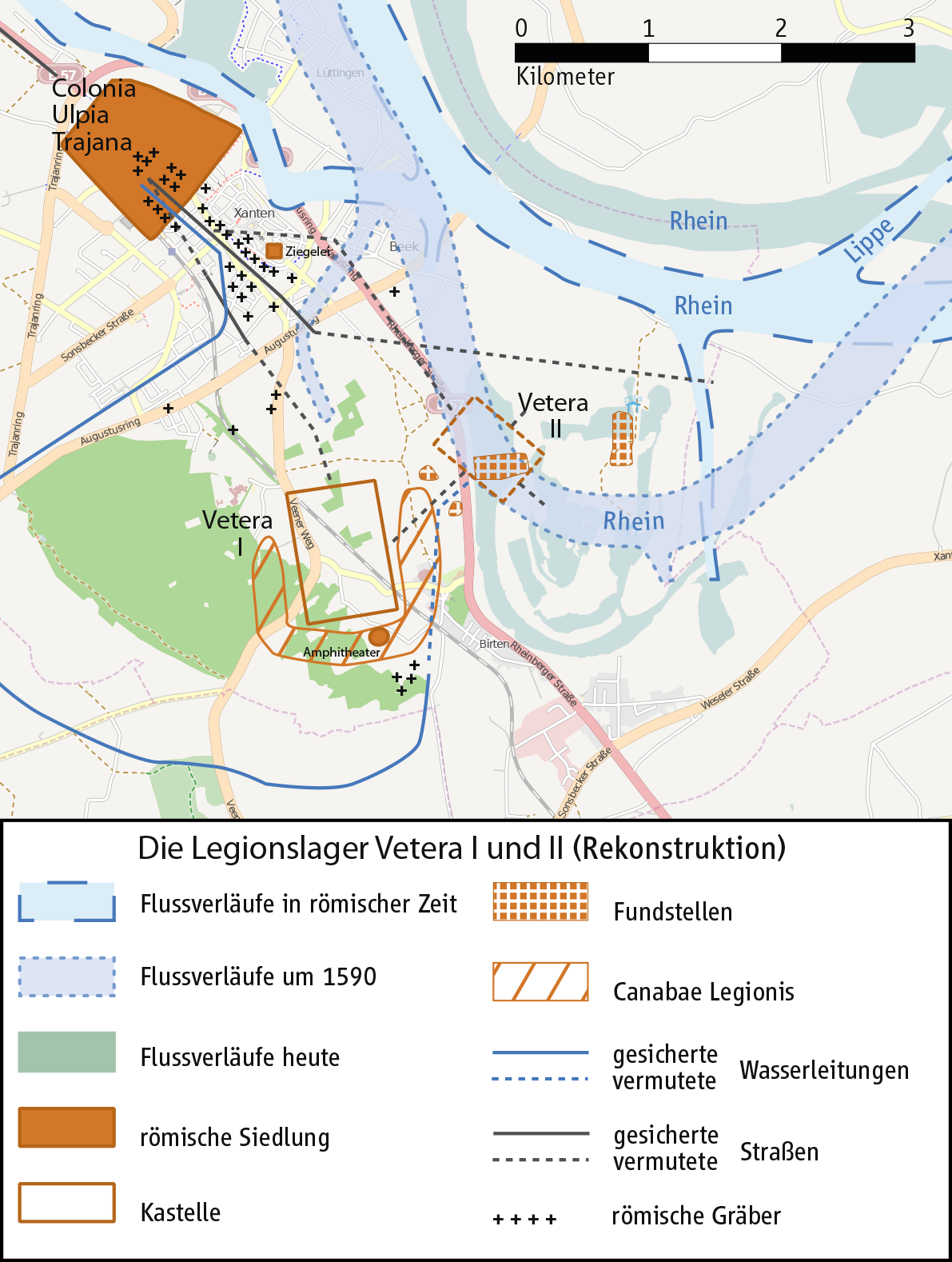
Lage der Legionslager Vetera und der Colonia Ulpia Traiana

In den Jahren 13 und 12 v. Chr. wurde das römische Legionslager Vetera auf dem Fürstenberg nahe Birten gegründet. Es sollte als Ausgangspunkt für Feldzüge ins rechtsrheinische Germanien dienen und war bis zu seiner Vernichtung im Rahmen des Bataveraufstands im Jahr 70 n. Chr. durch 8000 bis 10.000 Legionäre besetzt. Nach der Zerstörung des Lagers Vetera I wurde nahe diesem ein zweites Lager, Vetera II, errichtet.
Die erste namentlich belegbare Zivilbevölkerung im Xantener Raum waren die im Jahr 8 v. Chr. in linksrheinische Gebiete umgesiedelten Sugambrer. Deren Siedlung unweit nordwestlich der Vetera I sollte sich später zu einer von 10.000 bis 15.000 romanisierten Galliern und Germanen sowie ehemaligen Legionären und deren Angehörigen bewohnten Stadt entwickeln. Der römische Kaiser Marcus Ulpius Traianus erhob sie um 110 n. Chr. zur Colonia und verlieh ihr den Namen Colonia Ulpia Traiana. Die Niederlassung entwickelte sich zum zweitwichtigsten Handelsposten der Provinz Germania inferior nach Claudia Ara Agrippinensium (der Stadt Köln). Einer lateinischen Inschrift zufolge kamen auch Besucher aus dem Gebiet der Niederlande zu Festspielen in die Stadt. Im Jahr 275 wurde Ulpia Traiana durch Franken beinahe vollständig zerstört. Um 310 entstand auf dem Gebiet der Ulpia Traiana eine neue Stadt namens Tricensimae, die zwar kleiner, dafür aber besser befestigt und leichter zu verteidigen war. Zu Beginn des 5. Jahrhunderts nahmen die Überfälle germanischer Stämme jedoch dermaßen zu, dass die Siedlung endgültig aufgegeben wurde. Die jüngste im Gebiet der antiken Stadt gefundene römische Münze wurde auf die Zeit um 426 datiert.

#### Galerie

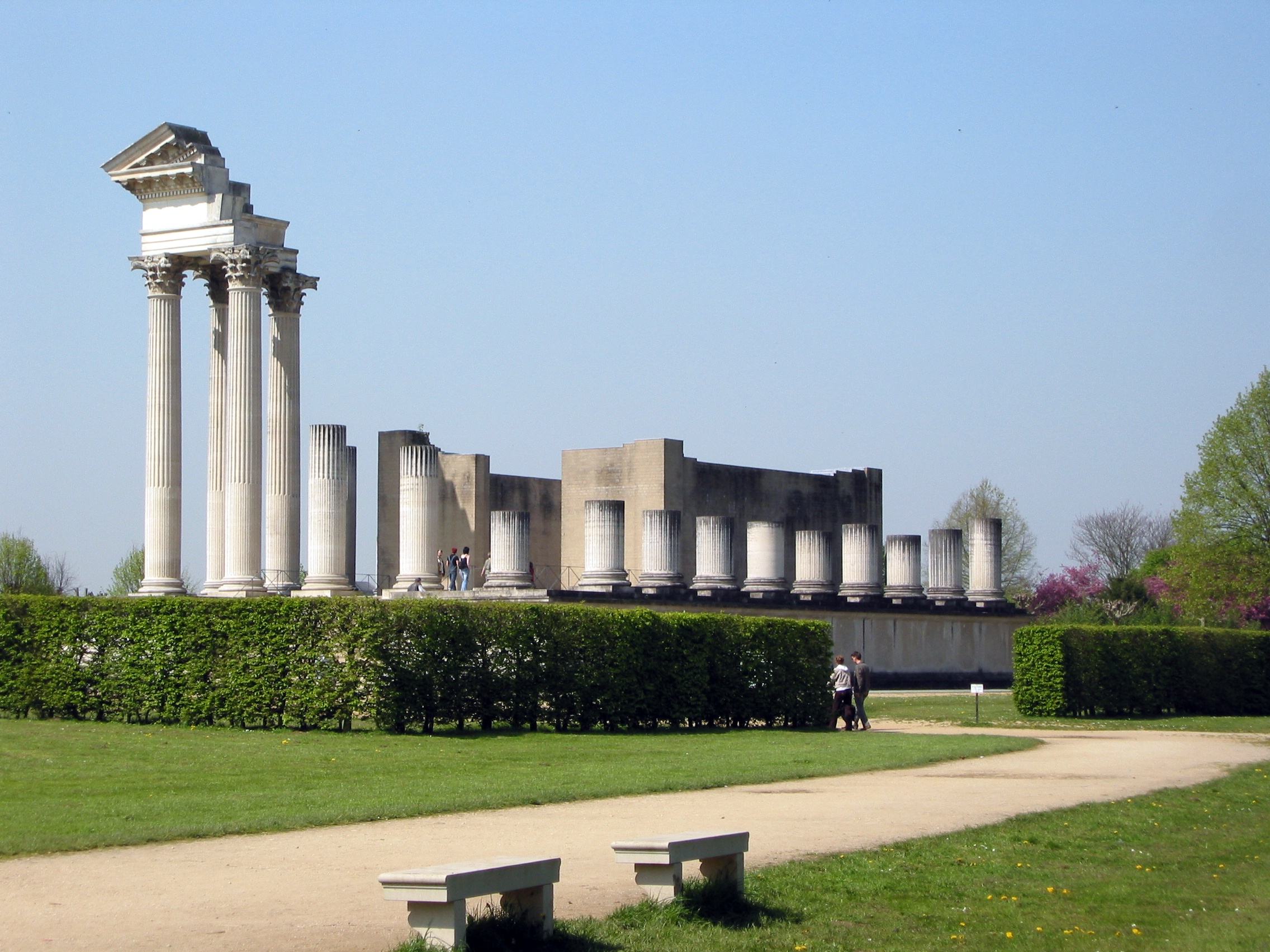
Rekonstruierter Hafentempel der Colonia Ulpia Traiana
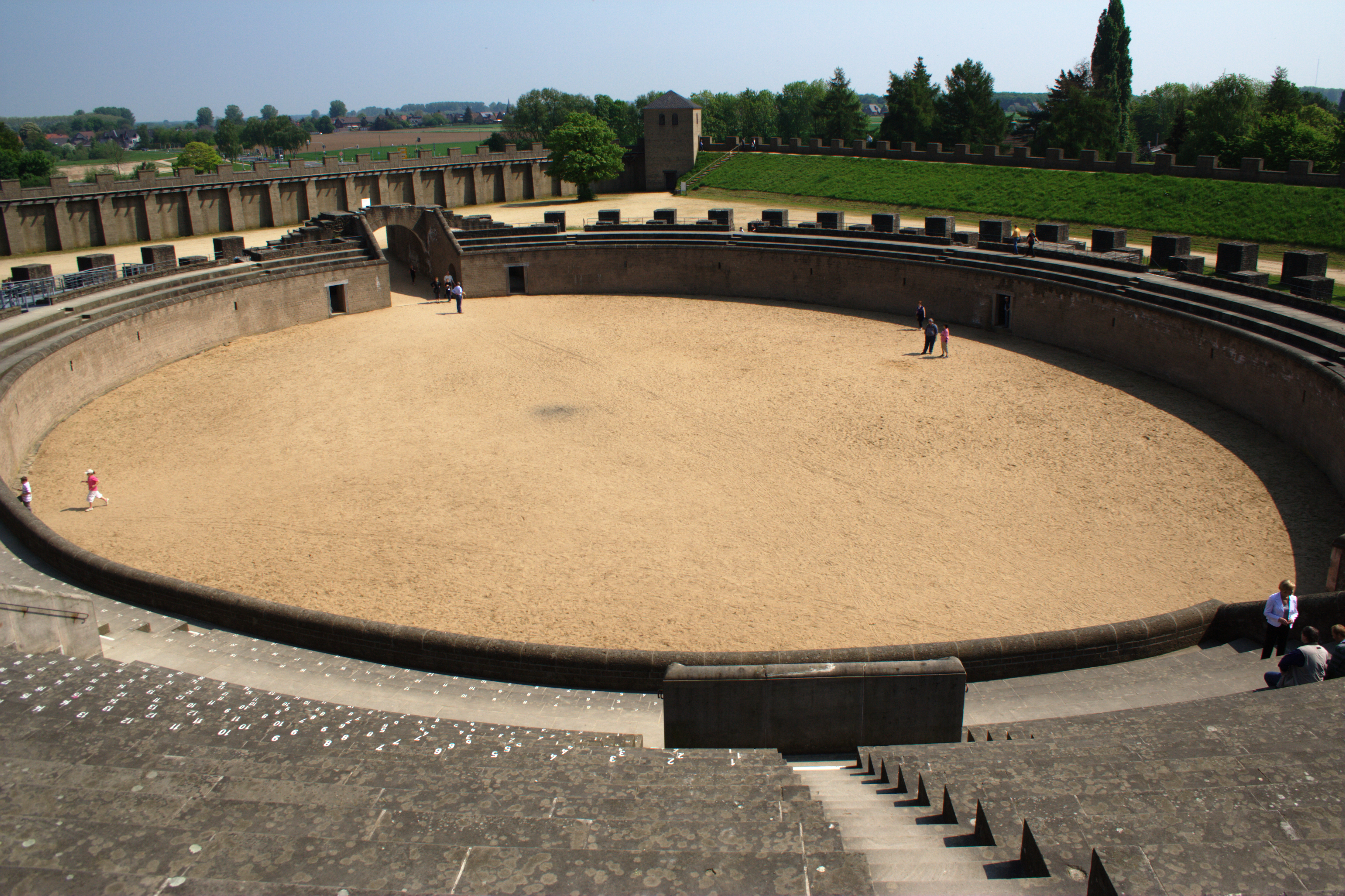
Amphitheater der Colonia Ulpia Traiana, Teilrekonstruktion im Archäologischen Park Xanten
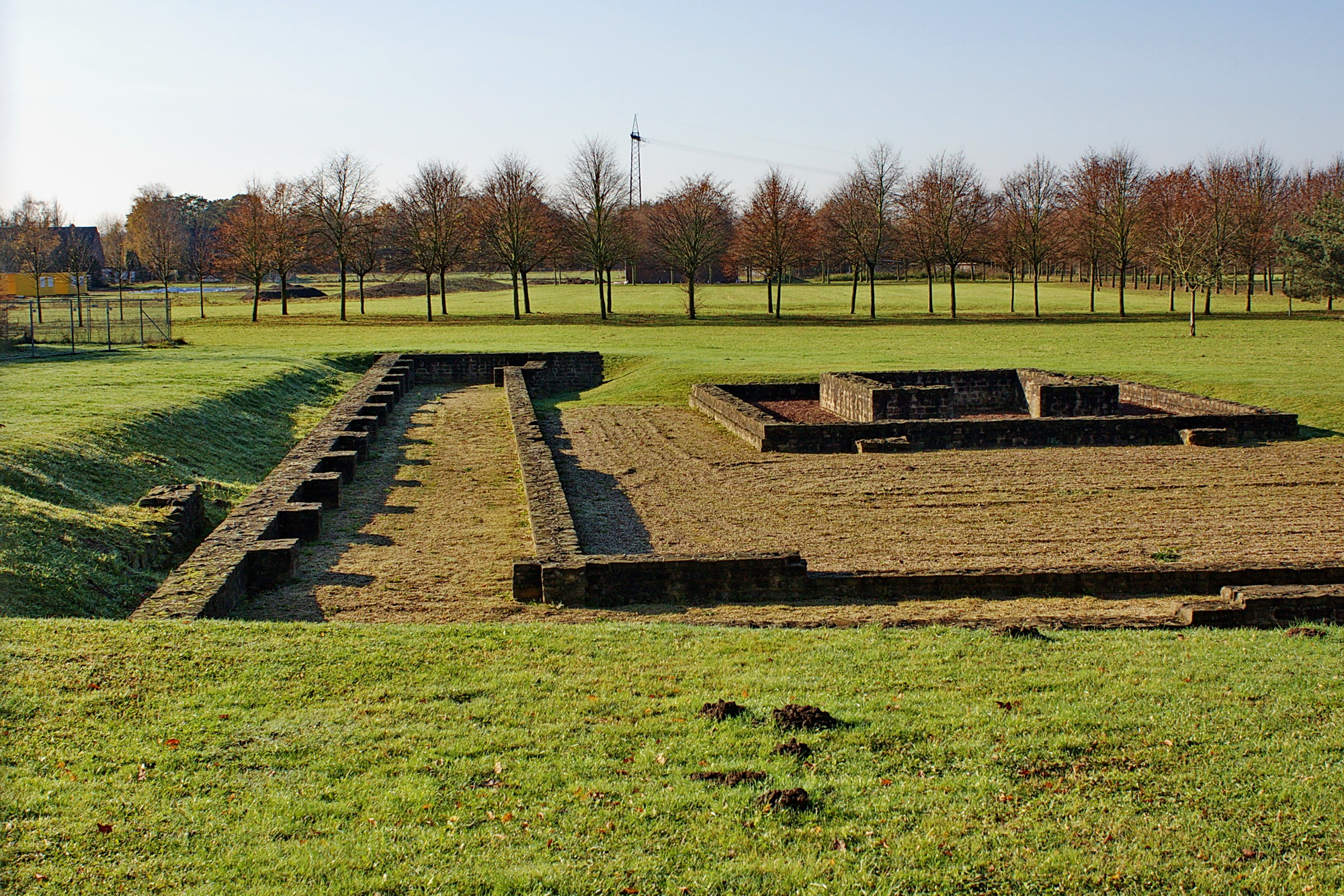
Grabungsstelle „Tempel der Matronen“

### Entstehung des Viktorstifts und der Stadt Xanten
Im 5. Jahrhundert begannen sich chattuarische Franken auf dem Gebiet niederzulassen.
590 erwähnte Gregor von Tours in seiner Schrift „Liber in gloria martyrum“ die Errichtung eines Oratoriums durch den Kölner Bischof Everigisil in der Nähe der Ortschaft „Bertuna“ zu Ehren des Heiligen Mallosus. Auch wenn „Bertuna“ dem heutigen Ortsteil Birten entsprechen dürfte, muss die Kapelle nicht unbedingt auch dort gestanden haben. Wahrscheinlich wurde sie über dem Gräberfeld südlich der einstigen Colonia errichtet. Dort ist heute das Xantener Stadtzentrum mit der ehemaligen Stiftskirche St. Viktor. In diesem Bereich konnten auch mehrere cellae memoriae (bis ins 4. Jahrhundert) nachgewiesen werden. Gregor von Tours berichtete weiterhin, die Gebeine Mallosus’ seien erst nach Errichtung der Kapelle geborgen und in deren Innern beigesetzt worden, und auch die Gebeine Viktor von Xantens seien bei Bertuna begraben, bislang aber noch nicht gefunden worden.

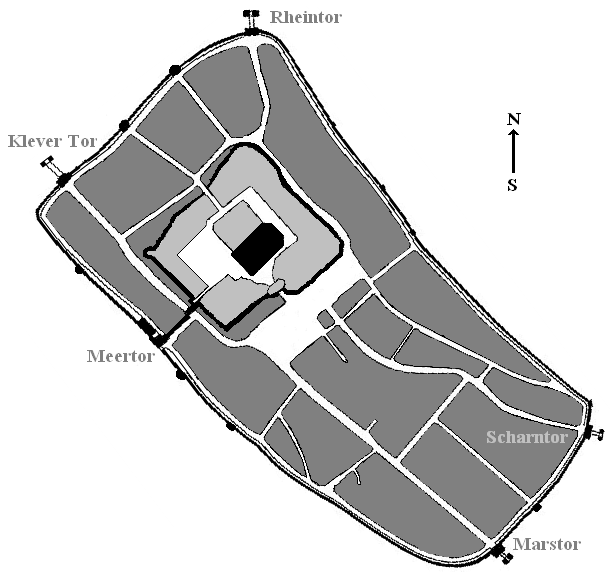
Das Viktorstift innerhalb Xantens im 15. Jahrhundert

Im Stadtzentrum wurde in der zweiten Hälfte des 8. Jahrhunderts ein Stift zu Ehren Viktors angelegt, und zwar bei einer karolingischen Kirche, die sich ab dem Jahr 752 belegen lässt. Die Gebeine, die damals Viktor zugeschrieben wurden, waren also schon vorher geborgen und in einem früheren Gebäude bestattet worden. Wegen der Annahme, dass das Stift über der Grabstätte Viktors und seiner Legionäre stand, wurden Kirche und Stift ad Sanctos (deutsch: bei den Heiligen) genannt.
Erst nach Gründung des Stifts entwickelte sich südlich daran angrenzend der Stadtkern. Dort siedelten vor allem fränkische und friesische Händler. Auf diesen Kern ging der Name des Stiftes über, als Sanctos. Bereits im Jahr 967 war daraus Xanctum geworden und 1144 Xantum. Doch Santen blieb noch bis ins 18. Jahrhundert als Stadtname in Gebrauch. Heute kennt man ihn im rheinischen Dialekt.
Die mittelalterliche Stadt Xanten entstand also nicht auf dem Gebiet der einstigen römischen Colonia, sondern über deren Friedhof. Aus den Ruinen der Colonia nahm man sich die Steine, die verkauft oder für neue Gebäude (in Xanten) benutzt wurden. Das Gebiet der Colonia wurde nicht überbaut.
Xanten mit dem bedeutenden Viktorstift, das Grundbesitz und Kirchenschätze hatte, litt später unter den Raubzügen der Wikinger in den Rheinlanden. Die Wikinger überwinterten 863 auf der Bislicher Insel, zerstörten die karolingische Kirche (die mittlerweile neu errichtet worden war) und brandschatzten 880 die Ortschaft Birten.
Schließlich kam das Rheinland mit Xanten zum Reich von Otto I. Er besiegte mit seinen Truppen im Jahr 939 fränkische, sächsische und lothringische Truppen unter Heinrich I. (Schlacht bei Birten, Schlacht bei Andernach).
Spätestens seit der Ernennung des Kölner Erzbischofs Brun zum Herzog von Lothringen 953 stand Xanten unter kölnischer Obrigkeit. Im ausklingenden 10. Jahrhundert entstand im Westen der Stiftsimmunität ein befestigter Wohnsitz der Kölner Erzbischöfe, die Bischofsburg, von der nur die Grundmauern erhalten blieben. 1096 gewährte Erzbischof Hermann III. von Hochstaden während des Deutschen Kreuzzugs einigen Juden Zuflucht in der Bischofsburg, die schließlich jedoch die Selbsttötung bevorzugten, um den Kreuzfahrern zu entgehen.
Spätestens mit Beginn der Amtszeit des Kölner Erzbischofs Hermann II. wurden in Xanten Münzen geprägt. Die ältesten erhaltenen Münzen aus den Jahren 1036 bis 1056 tragen die Umschrift SCA TROIA, begründet durch den zu dieser Zeit ebenfalls verwendeten Ortsnamen Troiae Minoris, der wahrscheinlich auf die Colonia Ulpia Traiana zurückging, aber auch Anlass für eine Legende um die Gründung Xantens durch die Trojaner gab. Zwischen 1216 und 1225 entstanden Münzen mit den Umschriften SANTUS VICTOR und MON[ETA] DE SANTEN. Um 1260 geprägte Münzen trugen schließlich die Umschrift SANTEN CIVI[TATIS].
Im Jahr 1122 wurde Xanten als Teil eines Netzwerkes am Niederrhein genannt, kurz darauf wurde das Kloster Hagenbusch als eines von sieben bis zur Säkularisation im Stadtgebiet bestehenden Klöstern gegründet.
Am 15. Juli 1228 verlieh Erzbischof Heinrich von Molenark Xanten einen Tag nach Rees als ältester Stadt des unteren Niederrheins die Stadtrechte, in erster Linie um seine territorialen Ansprüche gegenüber den Grafen von Kleve zu unterstreichen. Friedrich von Hochstaden legte am 29. August 1263 den Grundstein für den Bau des gotischen Kirche St. Viktor, der nach 281 Jahren schließlich vollendet und zum Zentrum des niederrheinischen Archidiakonats werden sollte.

### Entwicklung der mittelalterlichen Stadt

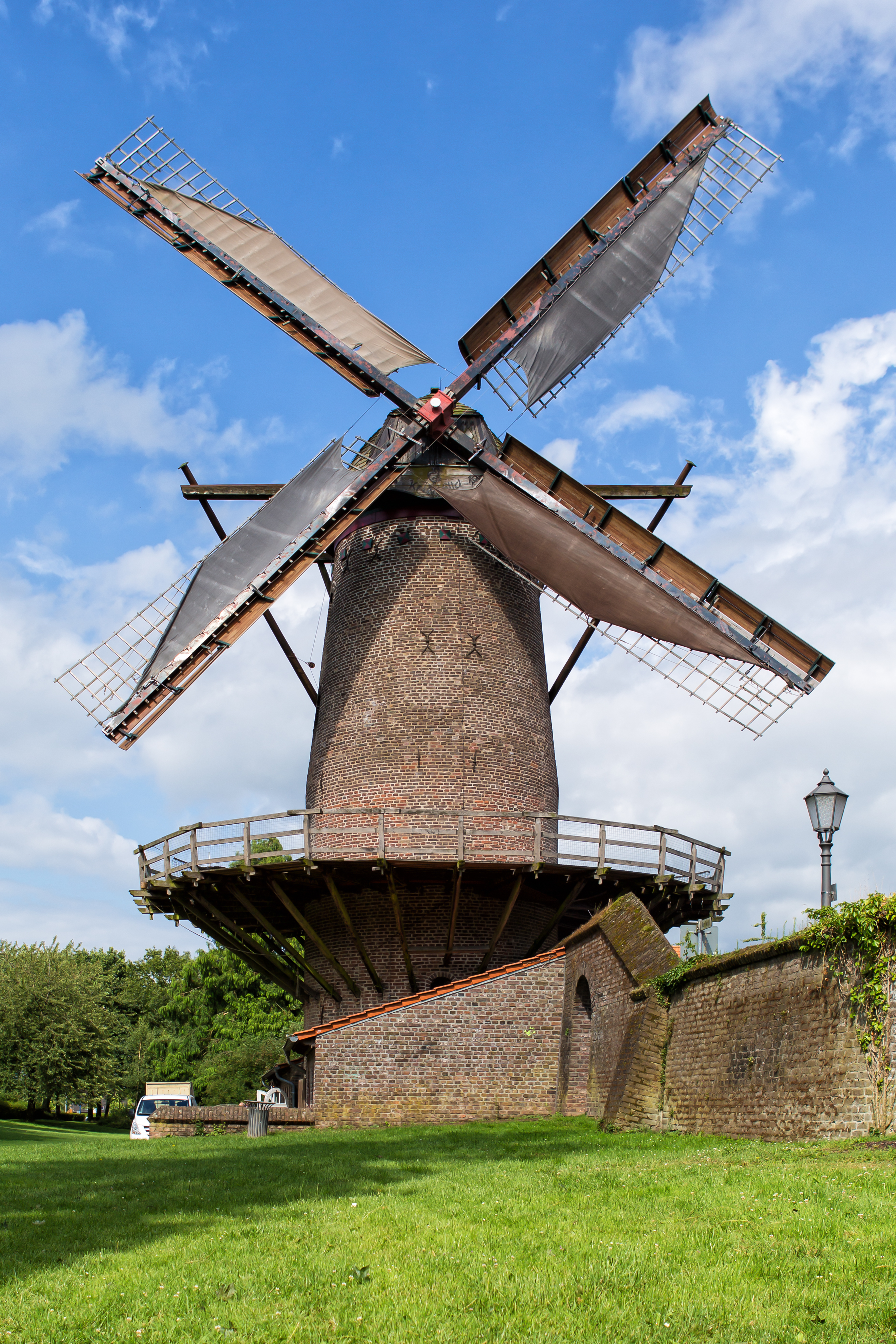
Die Kriemhildmühle in Xanten

Im Gegensatz zum längst mit Mauern und Gräben bewehrten Stift war Xanten weitgehend unbefestigt, die zunächst angelegten Holzpalisaden konnten die Besetzung Xantens im Geldrischen Erbfolgekrieg 1372 nicht verhindern. Nachdem Xanten von 1322 bis 1331 an die Grafen von Kleve verpfändet worden war, die gleichfalls Vogtrechte über das Stift und das 1116 gegründete Kloster Fürstenberg besaßen, war neben Rees, der Herrschaft Linn und Rheinberg insbesondere Xanten Anlass für drei zum Ende des 14. Jahrhunderts geführte Kriege zwischen Graf Adolf I. von Kleve und dem Kölner Bischof Friedrich III. von Saarwerden, der versuchte seinen weltlichen Einfluss am Niederrhein zu festigen und auszuweiten. Erst jetzt wurde Xanten ab 1389 auf einem fast rechteckigen Areal von knapp 25 Hektar mit einer bis zu acht Metern hohen Mauer (Bauzeit etwa 60 Jahre), vier Doppeltoren sowie 18 Türmen und Kleintoren befestigt. Während der Rhein im Nordosten und sumpfiges Gelände im Süden und Westen zusätzlichen Schutz boten, wurde die nördliche Befestigung unter anderem mit dem Klever Tor und einem als Kriemhildmühle genutzten Rundturm verstärkt ausgebaut. Während der Linner Fehde konnte Friedrich III. 1392 schließlich Linn und Rheinberg für sich gewinnen, verlor jedoch Rees und den nördlichen Teil Xantens an Adolf I. Von der Teilung der Stadt zeugt das über einen Wehrgang mit dem Meertor verbundene, 1392 erbaute Mitteltor.
Nachdem bereits 1402 das Agnetenkloster Xanten von Franziskanerinnen gegründet worden war, stieg der Ortsteil Marienbaum zwischen 1430 und 1441 zum ältesten Wallfahrtsort des Niederrheins auf. 1460 entstand dort ein Kloster der Birgitten, dessen Abteikirche St. Mariä Himmelfahrt als Pfarrkirche dient.
Mit Beginn der Soester Fehde 1444 fiel auch der südliche Teil Xantens an die Herzöge von Kleve. In der Folgezeit sank die Einwohnerzahl Xantens bedingt durch mehrfache Kriege und Missernten von 5000 zu Beginn des 16. Jahrhunderts bis zum Ende des 18. Jahrhunderts auf etwa 2000. Die Verlagerung des Rheins, an dem die Stadt bis dahin gelegen hatte und der die Grundlage des Xantener Handels gewesen war, zerstörte mehrfach die Ortschaft Birten. Sie führte zusätzlich zu einer Verschlechterung der wirtschaftlichen Situation der Stadt, die zu Beginn des 14. Jahrhunderts noch 14 Gilden gezählt hatte und nun allmählich in wirtschaftlicher Bedeutungslosigkeit versank.

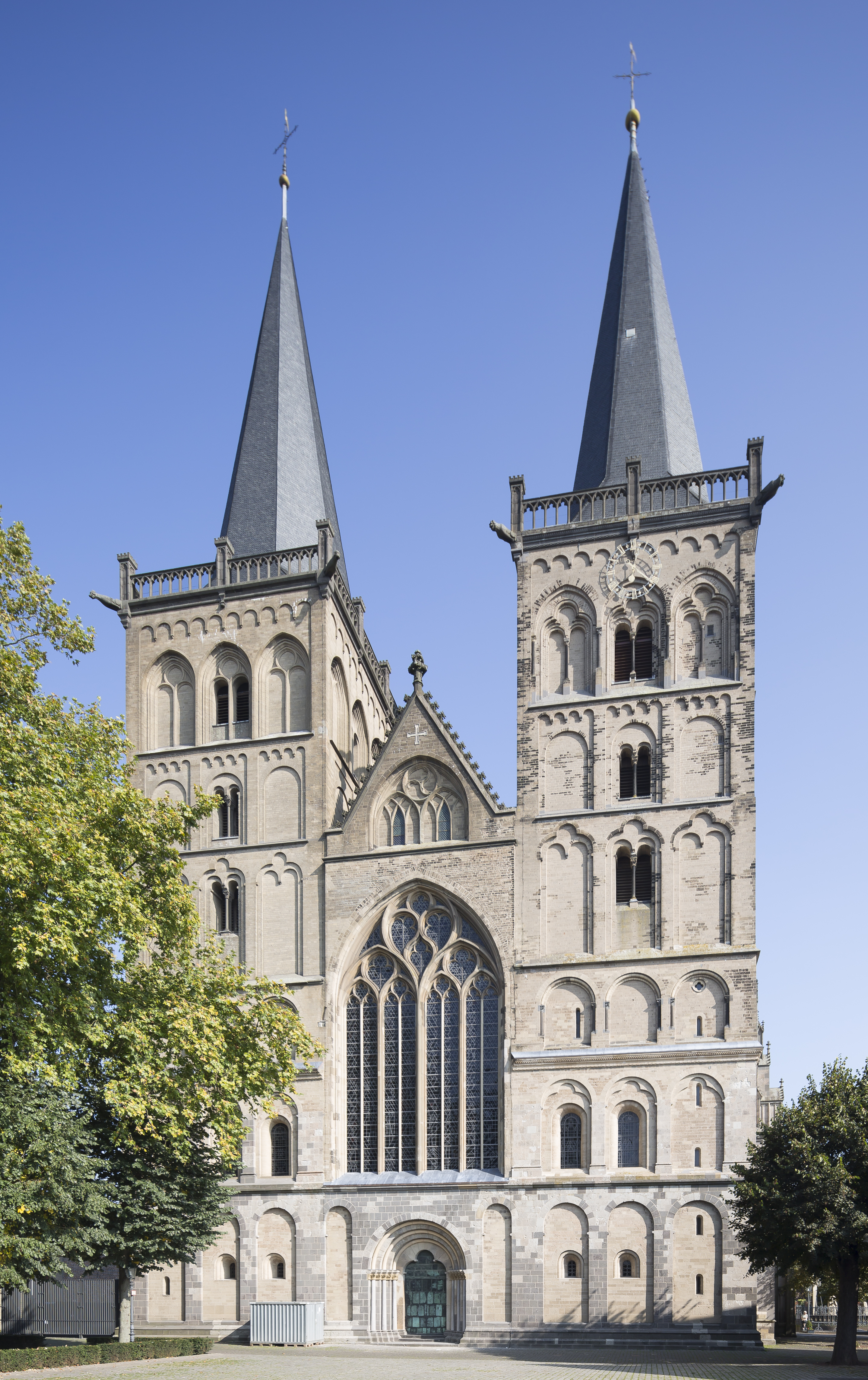
Westfassade von St. Viktor
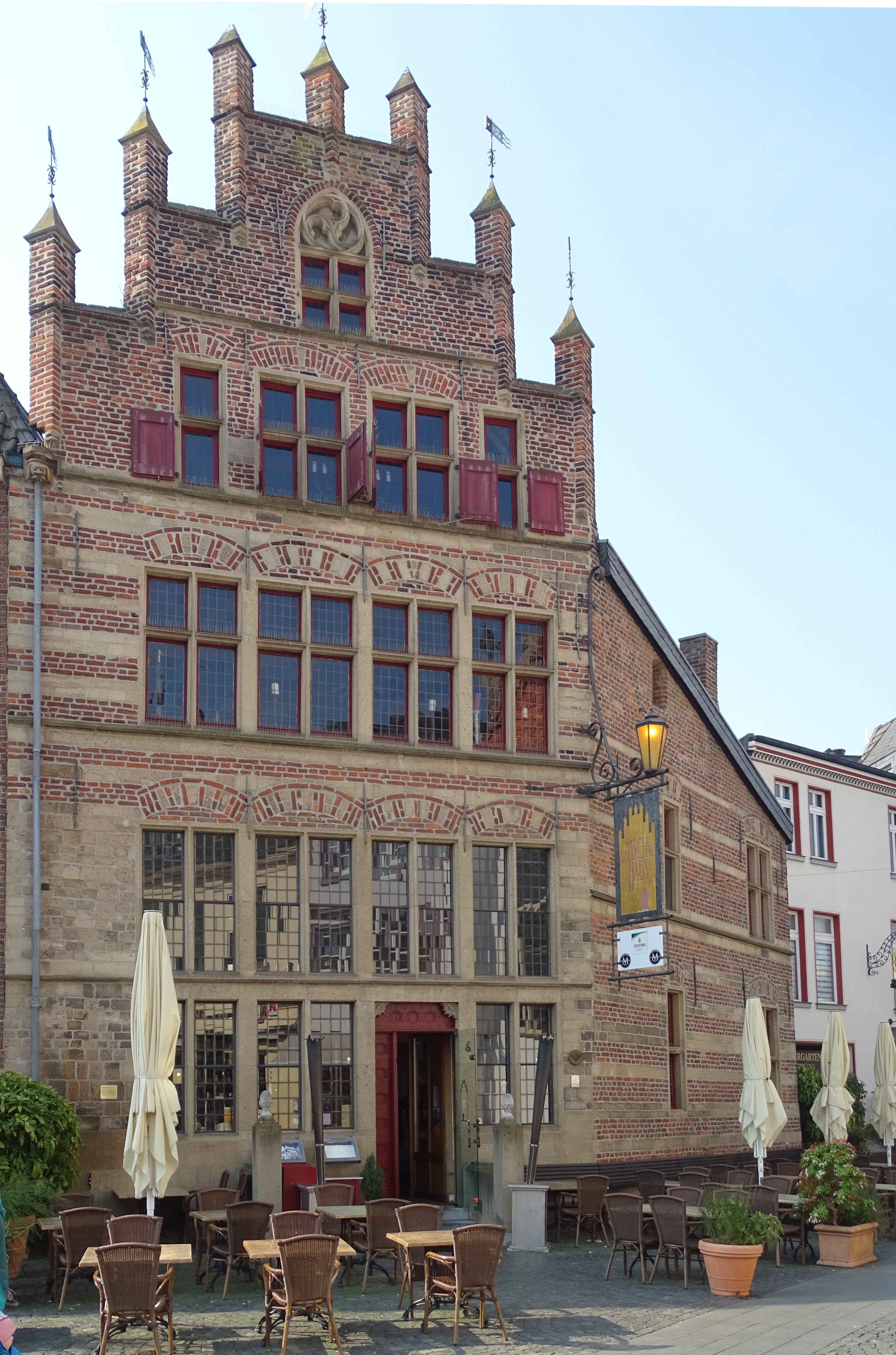
Das Gotische Haus
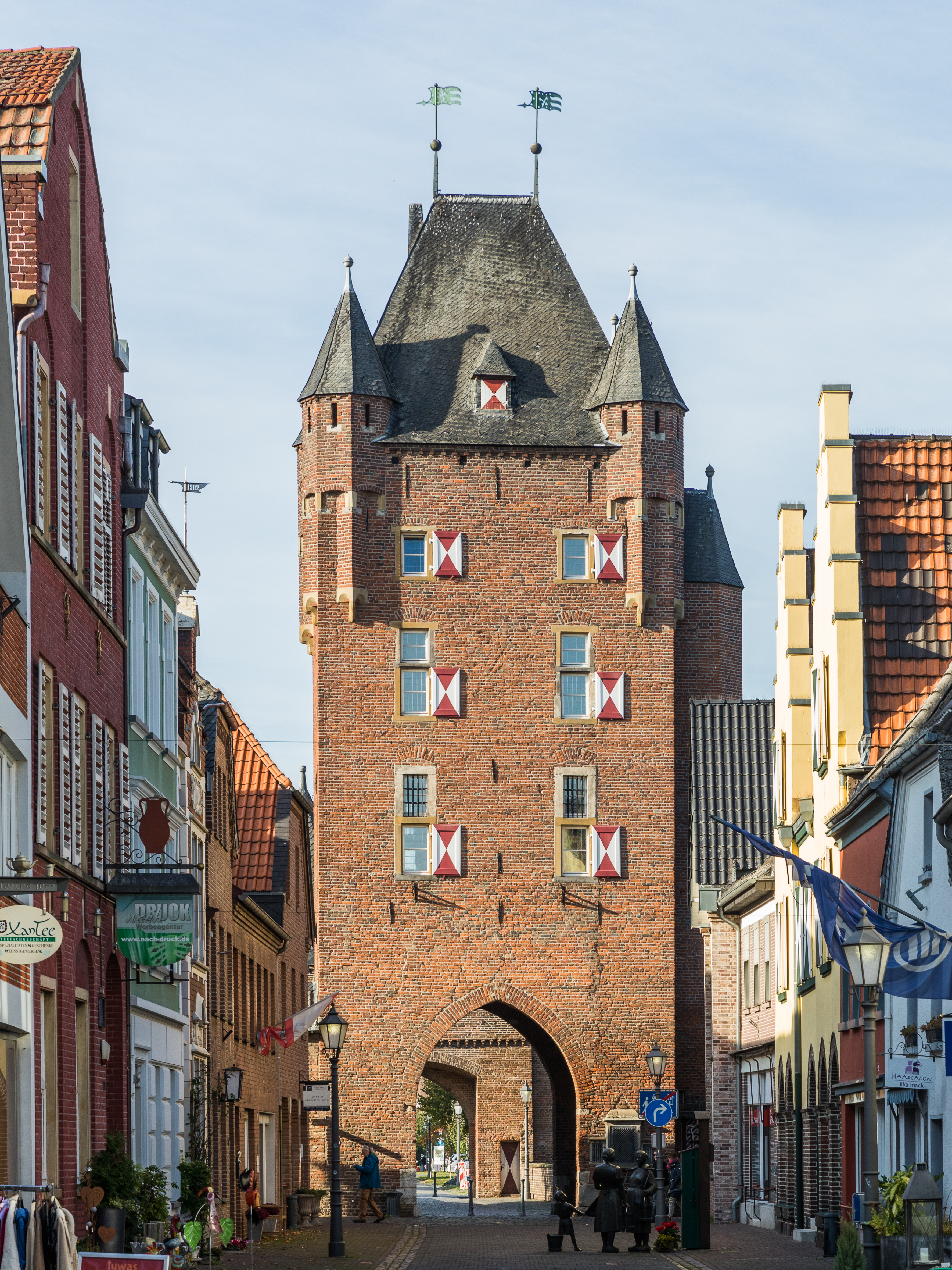
Inneres Klever Tor an der Klever Straße
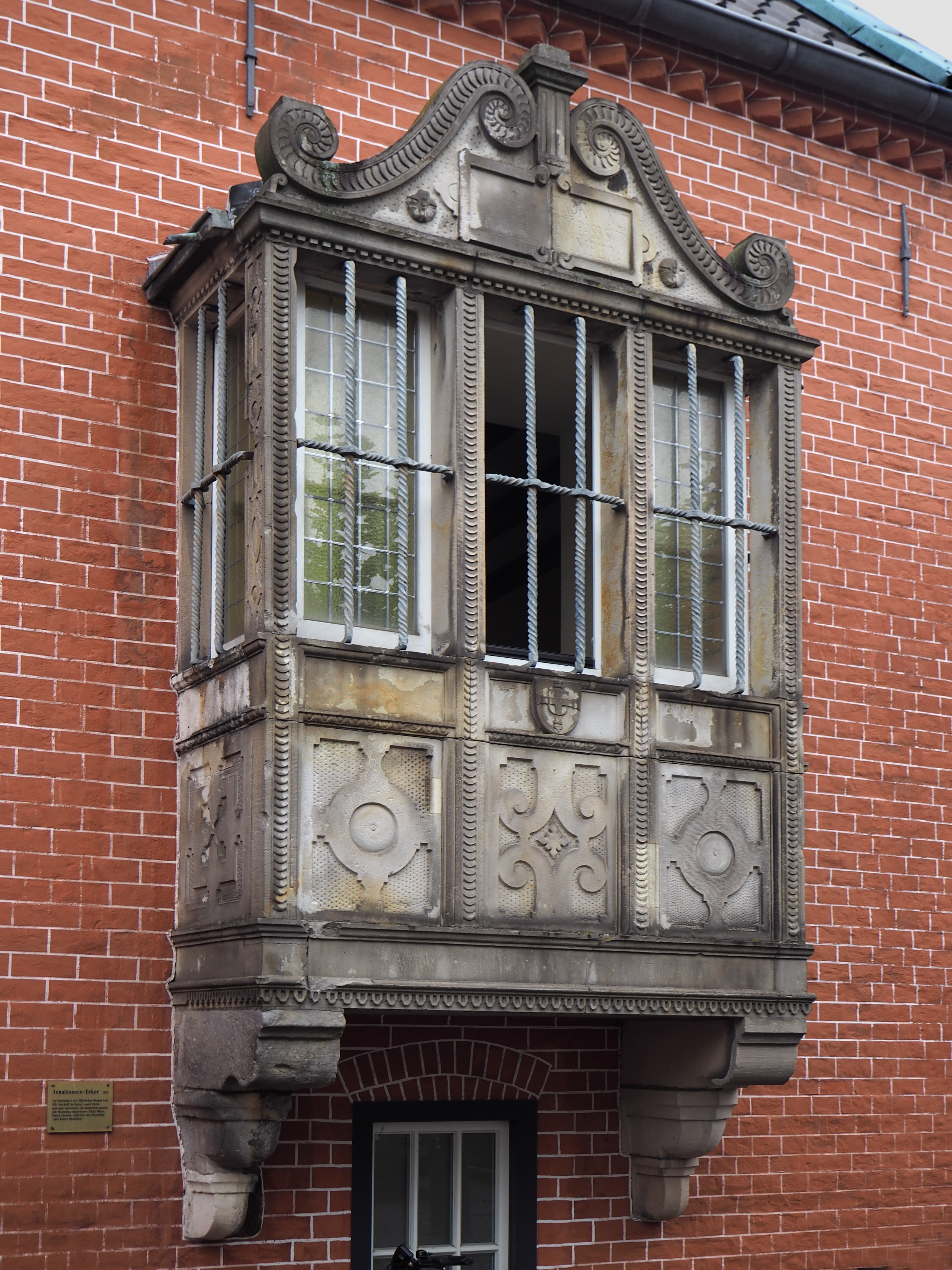
Renaissance-Erker am Markt
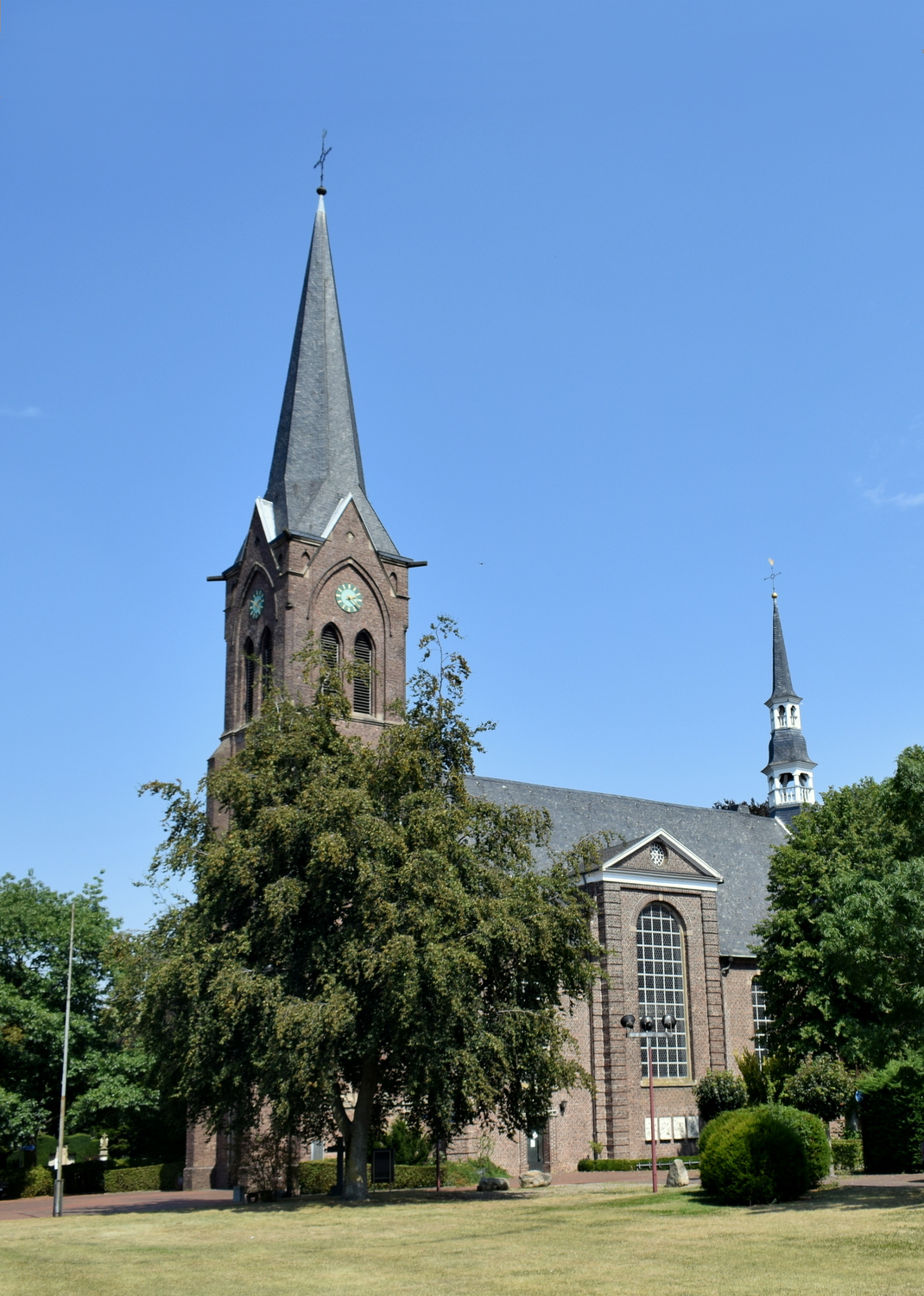
Die Wallfahrtskirche St. Mariä Himmelfahrt im Ortsteil Marienbaum

### Neuzeitliche Entwicklung

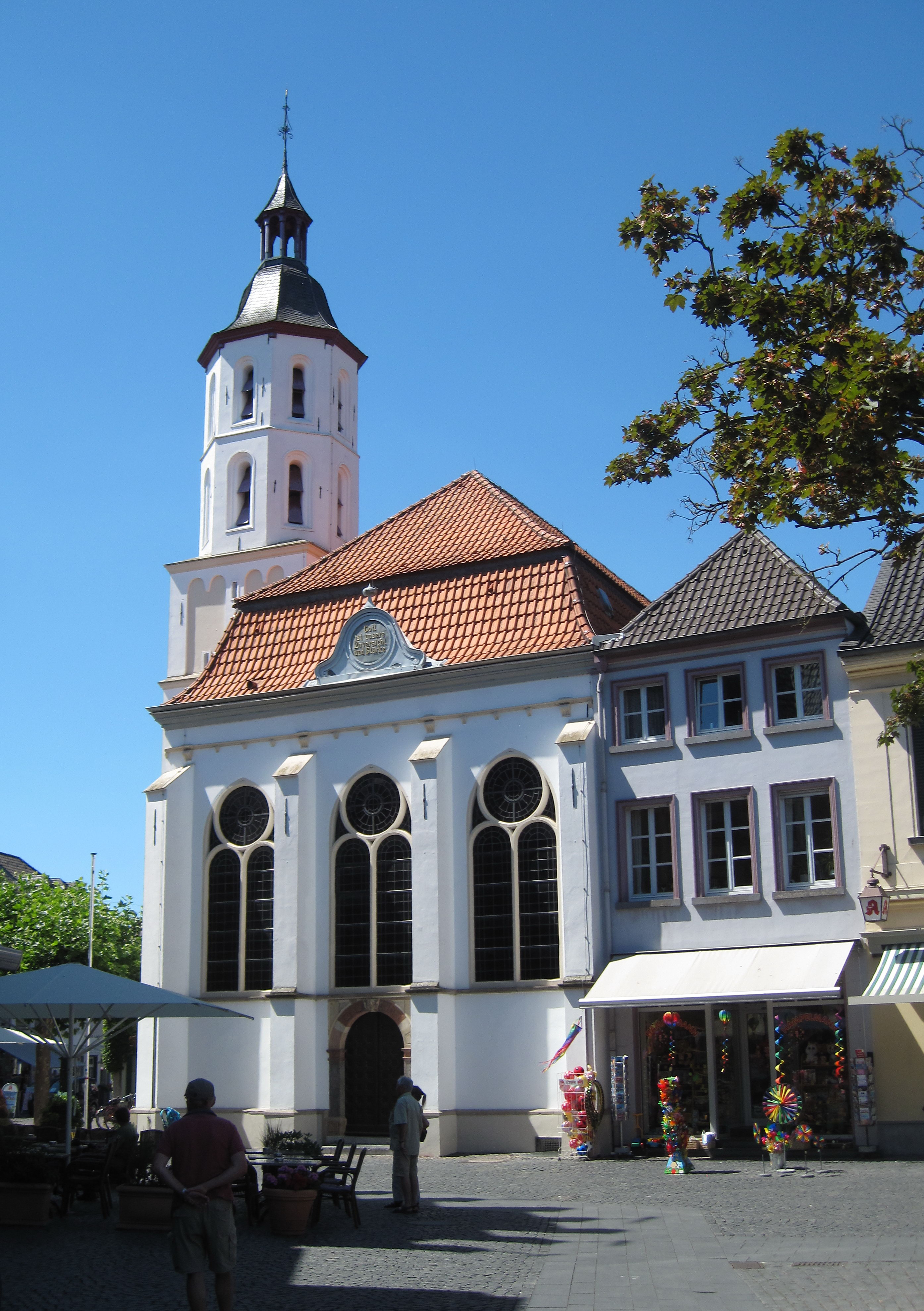
Die evangelische Kirche am Markt

Im Jahre 1572 entstand in Xanten eine evangelische Gemeinde, der jedoch bis ins 20. Jahrhundert hinein nur knapp fünf Prozent der Bevölkerung angehörten; bis zum Beginn des 21. Jahrhunderts wuchs die Gemeinde auf 20 Prozent an. 1547 war bereits im Ortsteil Mörmter eine evangelische Gemeinde entstanden, was bis ins Jahr 1811 zu zwei getrennten reformierten Kirchengemeinden führte. Als Xanten nach dem Jülich-Klevischen Erbfolgestreit als Teil des Herzogtums Kleve mit dem Vertrag von Xanten an die Kurfürsten von Brandenburg fiel, wurde die Evangelische Kirche mit der Katholischen Kirche gleichgestellt, 1647 wurde daraufhin auf dem Großen Markt eine Kirche errichtet und 1662 durch einen Kirchturm erweitert. 1609 wurde das Jesuitenkloster Xanten gegründet, 1628 verlegten Kartäuser ihr Kloster von Wesel nach Xanten und begründeten die Kartause Xanten. Auf der Ostseite des Marktes, heute Standort des Rathauses, stand ursprünglich das Kloster der Kapuziner, errichtet nach 1629. Nach der Säkularisation dienten die Gebäude zu Schulzwecken, Teile verfielen oder wurden abgerissen. 1877 wurde in umgebauten Räumen des ehemaligen Klosters das Königliche Lehrerinnenseminar eröffnet. Von 1923 bis 1934 wurde hier die „Kriemhildschule“, eine staatliche Aufbauschule für Mädchen, untergebracht.
Während des Achtzig- beziehungsweise Dreißigjährigen Krieges wurde Xanten 1598 und erneut 1614 von spanischen, 1641 von hessischen Truppen besetzt und teils entfestigt. Im Französisch-Niederländischen Krieg eroberten französische Truppen 1672 die Stadt, im Spanischen Erbfolgekrieg wurde Xanten abermals besetzt und zu Teilen zerstört.
Im Jahre 1794 eroberten französische Revolutionstruppen die Stadt, die daraufhin wie das gesamte linke Rheinufer von Frankreich annektiert wurde. Ab 1798 wurde Xanten zu einer Mairie nach französischem Vorbild und zum Verwaltungssitz des Kantons Xanten im Arrondissement de Clèves des Département de la Roer, der neben Xanten auch die Mairien Büderich, Labbeck, Marienbaum, Sonsbeck, Veen und Wardt umfasste. 1802 ließ Napoléon Bonaparte das Viktorstift säkularisieren und die Bibliotheken der aufgehobenen Klöster mit der Stiftsbibliothek Xanten vereinigen. Durch den Wegfall der einstigen Stiftsangehörigen als wohlhabender Käuferschaft verschlechterte sich die wirtschaftliche Lage erneut. Aus Kostengründen wurde 1821 das Marstor, 1825 das Scharntor und weite Teile der Stadtmauer abgerissen.
Durch den Wiener Kongress gelangte Xanten 1814 wieder an Preußen und aus der französischen Mairie wurde die preußische Bürgermeisterei Xanten, die im Zuge der Preußischen Verwaltungsorganisation am 23. April 1816 dem Kreis Rheinberg zugeordnet wurde, der 1823 mit dem Kreis Geldern vereinigt wurde. Von 1857 bis 1975 war Xanten schließlich dem neu gegründeten Kreis Moers angegliedert. Die Ruinen der Colonia Ulpia Traiana weckten zu dieser Zeit erstmals das Interesse von Archäologen, so dass zwischen 1819 und 1844 und abermals zu Beginn des 20. Jahrhunderts Ausgrabungen durchgeführt wurden. Auch die ehemaligen römischen Militärplätze von Vetera wurden in dieser Zeit untersucht.
Obgleich im 19. Jahrhundert 45 Prozent der Bevölkerung im verarbeitenden Gewerbe tätig war und die Ansiedlung kleinerer Textilmanufakturen, Schnapsbrennereien und Bierbrauereien für einen bescheidenen wirtschaftlichen Aufschwung sorgte, blieb Xanten weitgehend landwirtschaftlich geprägt. Xantener Gewerbetreibende beschränkten sich vor allem auf die Weiterverarbeitung landwirtschaftlicher Produkte, wovon die ursprünglich als Ölmühle, inzwischen als Getreidemühle genutzte Kriemhildmühle und die 1853 errichtete Dampfkornbrennerei zeugen. 1885 lebten 3621 Einwohner in Xanten.

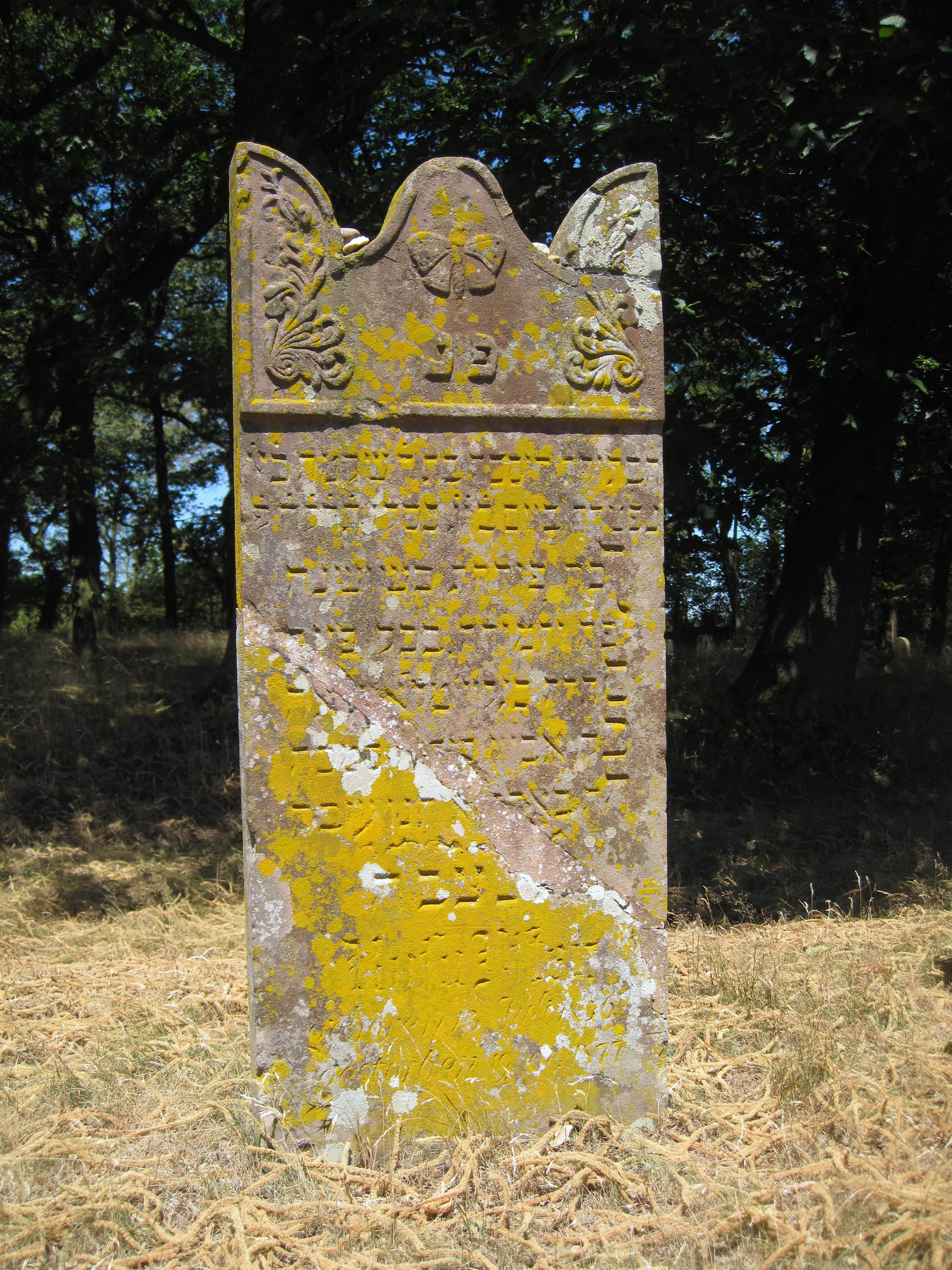
Ein Grab auf dem jüdischen Friedhof

Der Xantener Ritualmordvorwurf sorgte 1891/92 deutschlandweit für Aufsehen und führte zur nachhaltigen Verkleinerung der jüdischen Gemeinde Xantens. Nachdem am 29. Juni 1891 die Leiche eines Jungen mit durchtrennter Kehle aufgefunden und der jüdische Metzger Adolf Buschhoff verdächtigt und später unter dem kriminalistisch unhaltbaren Vorwurf des antichristlichen Ritualmordes angeklagt wurde, kam es zu schweren antisemitischen Übergriffen in der Stadt. In der Folge sank die Zahl der Mitglieder der jüdischen Gemeinde Xantens von 80 im Jahr 1890 auf 46 im Jahr 1895 und 14 im Jahr 1925.
Ab 1922 existierte erneut ein Kloster im Stadtgebiet, das Kloster Mörmter, das bis 2007 bestand. Im September 1927 feierte die katholische Kirchengemeinde ihr 1600-jähriges Bestehen. Zur gleichen Zeit wurden unter anderem von Walter Bader Ausgrabungen unter St. Viktor vorgenommen, bei denen schließlich zwei Märtyrergräber entdeckt und in die neu angelegte Krypta eingebunden wurden. 1937 verlieh Papst Pius XI. der ehemaligen Stiftskirche St. Viktor den Titel einer Basilika minor.

### Nationalsozialismus in Xanten
Die Zeit des Nationalsozialismus begann in Xanten im Jahr 1933, als der damalige Bürgermeister Heinrich Wegenaer wegen angeblicher Vetternwirtschaft bei Kreditgeschäften angeklagt und im Meerturm eingesperrt wurde. Sein Nachfolger wurde Friedrich Karl Schöneborn, während der Posten des stellvertretenden Bürgermeisters von nun an durch Heinrich Prang jr. bekleidet werden sollte. Prang hatte bereits 1925 die Ortsgruppe Xanten der NSDAP gegründet. Als daraufhin die lokale Fraktion der Zentrumspartei aufgelöst wurde, schlossen sich drei der ehemals acht Fraktionsangehörigen der NSDAP an. Die verbliebene Opposition wurde hierdurch handlungsunfähig.
Im Folgenden wurde die Geschichte der Stadt zunehmend als Geburtsort Siegfrieds aus dem Nibelungenlied im Sinne der völkischen Ideologie der Nationalsozialisten instrumentalisiert. In der Nachkriegszeit wurde insbesondere im Hinblick auf diese Inanspruchnahme die angedachte Errichtung eines Siegfried-Denkmals verworfen.
Der ungeklärte Mordfall von 1891 hatte bereits vor 1933 zu anhaltender antijüdischer Legendenbildung geführt und wurde im Jahr 1934 durch die antisemitische Zeitung Der Stürmer in einer Sondernummer wieder aufgegriffen; zu diesem Zeitpunkt zählte die jüdische Gemeinde Xantens nur noch acht Mitglieder, die sich wiederum Übergriffen ausgesetzt sah. Hervorzuheben ist hierbei die Zerstörung der Betstube auf der Scharnstraße und die Verwüstung mehrerer Wohnungen im Bereich der Orkstraße und Scharnstraße in der Reichspogromnacht. Nach diesen Ereignissen floh die gesamte jüdische Bevölkerung aus Xanten. Der vor der Stadt gelegene Jüdische Friedhof Xanten blieb dabei weitgehend unversehrt.

### Xanten im Zweiten Weltkrieg

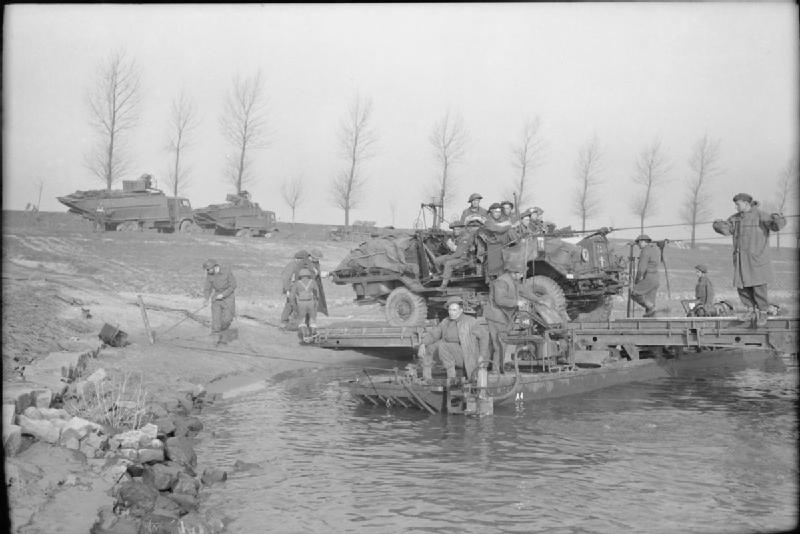
Soldaten der 15th (Scottish) Division bei der Rheinüberquerung während der Operation Plunder

Während des Zweiten Weltkrieges errichtete die Luftwaffe die Luftmunitionsanstalt 2/VI in einem der Stadt nahe gelegenen Waldstück, der Hees, die auch Torpedos für den Einsatz der Luftwaffe im Mittelmeerraum produzierte. Arbeiteten dort zunächst beinahe ausschließlich Xantener Bürger, so wurden im Laufe des Krieges vermehrt Frauen und Kinder, vor allem jedoch Ausländer zur Zwangsarbeit herangezogen. Am 20. November 1942 kamen 43 Menschen, darunter zwei Frauen, bei einem Unglück im Arbeitshaus 4 ums Leben. Eine Gedenkfeier für diese Opfer fand am 25. November 1942 statt. 23 von ihnen, darunter eine der Frauen, sind auf der Kriegsgräberstätte in Xanten beigesetzt, die anderen in ihre Heimatorte überführt worden. Ein Gedenkstein für diese Toten befindet sich in der Hees auf dem ehemaligen Gelände der Munitionsanstalt. 35 Soldaten kostete eine weitere Explosion in der Luftwaffenmunitionsanstalt Hees am 6. Oktober 1944 das Leben. Die Toten wurden in drei Sammelgräbern beigesetzt. Die Druckwelle soll noch im Stadtzentrum zu spüren gewesen sein. Im Mai 1940 wurde die 256. Infanterie-Division nach Xanten verlegt, um von dort am bevorstehenden Einmarsch in die Niederlande teilzunehmen.
Als sich im Februar 1945 alliierte Truppen Xanten näherten, verließ Bürgermeister Schöneborn die Stadt; mit ihm floh beinahe die gesamte Stadtverwaltung nach Herbede. Beim Bombenangriff am 10. Februar und 13. Februar 1945 kam auch der Xantener Dombaumeister Johann Schüller ums Leben. Ganze Familien wurden bei den Bombenangriffen ausgelöscht. So starben beim Angriff am 13. Februar allein zehn Mitglieder der Familie Merissen. Am 21. Februar, einem hellen Wintertag, sank St. Viktor in Trümmer, der Nordturm stürzte ein. Ein Bombenangriff am 25. Februar forderte weitere Opfer und Zerstörungen. Am 8. März 1945 wurde Xanten durch kanadische Truppen eingenommen. Das kanadische Militär verlor dabei nach eigenen Angaben 400 Soldaten im Kampf gegen die verteidigenden Fallschirmjäger der Wehrmacht. Die Stadt, die zu diesem Zeitpunkt bereits zu 85 Prozent zerstört war, wurde daraufhin von britischen Truppen besetzt und die Bevölkerung in Vorbereitung auf die Überquerung des Rheins bei Wesel nach Bedburg-Hau evakuiert. Durch Wehrmachtsverbände am rechten Rheinufer abgefeuerte Artillerie-Geschosse verwüsteten Xanten in dieser Zeit zusätzlich. Als die Rheinüberquerung und die Eroberung Wesels im Zuge der Operation Plunder am 23./24. März 1945 gelang, war der Zweite Weltkrieg in Xanten beendet. Die Einwohnerzahl war von 5030 im November 1939 auf rund 2500 gesunken. Noch im April setzten die Briten einen kommissarischen Bürgermeister ein, der mit dem Aufbau einer provisorischen Verwaltung begann.

### Xanten seit 1945
Der Wiederaufbau Xantens und die detailgetreue Rekonstruktion von St. Viktor, die erst durch den Archäologen und Denkmalschützer Walter Bader realisiert werden konnte, dauerten bis 1966. Durch Flüchtlinge aus den Ostgebieten stieg die Bevölkerung in dieser Zeit um beinahe 40 Prozent an.
Am 1. Juli 1969 wurden im Zuge des ersten Neugliederungsprogramms in Nordrhein-Westfalen die Gemeinde Birten des Amtes Alpen-Veen sowie die bis dahin selbstständigen Gemeinden Marienbaum und Wardt in die Stadt Xanten eingegliedert. Die Fläche der Stadt vergrößerte sich von 8 km² auf 72 km², die Einwohnerzahl von rund 7.000 auf 16.000 Einwohner. Wirtschaftliche Grundlage blieb neben der wenig ausgeprägten Industrie die Landwirtschaft. Nach der Auflösung des Kreises Moers wurde Xanten 1975 dem neu gegründeten Kreis Wesel zugeordnet.
Im Jahre 1962 ließ die NATO im Dreieck Xanten-Labbeck-Sonsbeck eine Raketenabwehrstellung errichten, die von September 1971 bis November 1989 durch die belgische 59. Staffel des 9. Missile Wing im Rahmen der NATO-Luftverteidigung betrieben wurde. Die belgischen Soldaten wurden am Rand des Waldstücks Hees bei Xanten in einer neu errichteten Kaserne stationiert. Die dazugehörende launching area (Raketendepot und Abschussrampe) lag auf halber Strecke zwischen Labbeck und Xanten, und die Feuerleitstelle (integrated fire control) am Waldrand in der Sonsbecker Schweiz. In der Launching Area waren Nike-Hercules-Raketen mit konventionellen Sprengköpfen positioniert, deren Aufgabe primär die Verteidigung des höheren Luftraums war. Zusätzlich konnte der Raketentyp mit taktischen Atomwaffen bestückt werden, die ab 1978 in der verbunkerten Launching Area eingelagert und von einer US-Spezialeinheit kontrolliert wurden. Der militärisch stark gesicherte Sonderbereich für die rund 10 Atomsprengköpfe innerhalb des Geländes wurde hermetisch abgeriegelt und streng bewacht. Mit der Umstellung auf das neue, mobile Luftabwehrsystem „Patriot“ wurden die Atomwaffen Mitte 1989, noch vor Ende des kalten Krieges, abgezogen, und Anfang der 90er Jahre auch die mittlerweile veraltete Raketentechnik, so dass der militärische NATO-Standort Xanten komplett aufgegeben wurde und die geräumten Areale in Bundesbesitz übergingen. Der stark gepanzerte Wachturm und einige Bunker sowie Nebengebäude in der ehemaligen Launching Area zeugen noch heute von der einstigen Bedeutung im Kalten Krieg, während die Feuerleitstelle in der Sonsbecker Schweiz abgebaut und weitgehend renaturiert wurde. Die ehemalige belgische Kaserne in Xanten wurde bis 1997 zu einer Wohnanlage mit 43 öffentlich geförderten Mietwohnungen umgestaltet.
Da Xanten als einzige ehemals römische Siedlung nördlich der Alpen nicht auf dem Gelände der Colonia, sondern südlich davon über deren Friedhof entstanden war, wurde 1977 der Archäologische Park Xanten als teilweiser Wiederaufbau der römischen Colonia Ulpia Traiana eröffnet und touristisch erschlossen. Weiterhin wurden verschiedene historische Gebäude des Xantener Stadtkerns restauriert und an Xantener Südsee und Xantener Nordsee, zwei durch einen Kanal verbundene Seen nahe den Ortschaften Wardt und Vynen, im Jahr 1982 das Freizeitzentrum Xanten eröffnet. Am 28. November 1988 erhielt Xanten, das im selben Jahr von rund 800.000 Touristen besucht wurde, als erste Stadt im Regierungsbezirk Düsseldorf den Titel eines Staatlich anerkannten Erholungsortes.
Am 1. Januar 2010 wurde Xanten zu einer Mittleren kreisangehörigen Stadt erhoben. Seit 2014 ist es zudem staatlich anerkannter Luftkurort.

### Demografie
Im Jahr 2002 zählte die Stadt bei 6276 in Xanten wohnenden Sozialversicherungspflichtigen 699 Arbeitslose und 3708 in Xanten beschäftigte Sozialversicherungspflichtige, von denen 104 (2,8 %) in der Landwirtschaft, 1269 (34,2 %) im verarbeitenden Gewerbe und 2335 (62,9 %) im Dienstleistungssektor tätig waren.

#### Bevölkerungsstruktur
(Stand: 31. Dezember 2004)
| Alter | Einwohner |
| ----- | --------- |
| < 6   | 1.118     |
| 6–14  | 2.411     |
| 15–17 | 838       |
| 18–24 | 1.486     |
| 25–44 | 5.941     |
| 45–65 | 5.710     |
| > 65  | 3.863     |

| Einwohner gesamt      | Einwohner gesamt |
| --------------------- | ---------------- |
| Männlich              | 10.363           |
| Weiblich              | 11.004           |
| davon Ausländer       |                  |
| Männlich              | 633              |
| Weiblich              | 512              |
| (5,4 % der Einwohner) |                  |

| Konfession  | Konfession |
| ----------- | ---------- |
| katholisch  | 63,77 %    |
| evangelisch | 19,98 %    |
| sonstige    | 16,25 %    |

#### Bevölkerungsentwicklung
Amtliche Einwohnerzahlen am 31. Dezember:
| Jahr  | Einwohner   |
| ----- | ----------- |
| 1500¹ | etwa 5.000  |
| 1721  | 1.716       |
| 1765  | 1.672       |
| 1784  | 1.984       |
| 1817  | 2.505       |
| 1828  | 3.040       |
| 1885  | 3.621       |
| 1939  | 5.030       |
| 1945¹ | etwa 2.500  |
| 1968¹ | etwa 7.000  |
| 1969¹ | etwa 16.000 |

| Jahr | Einwohner |
| ---- | --------- |
| 1987 | 16.013    |
| 1988 | 16.097    |
| 1989 | 16.497    |
| 1990 | 16.930    |
| 1991 | 17.041    |
| 1992 | 17.504    |
| 1993 | 17.798    |
| 1994 | 18.691    |
| 1995 | 18.902    |

| Jahr | Einwohner |
| ---- | --------- |
| 1996 | 19.319    |
| 1997 | 19.868    |
| 1998 | 20.199    |
| 1999 | 20.443    |
| 2000 | 20.575    |
| 2001 | 20.841    |
| 2002 | 20.979    |
| 2003 | 21.281    |
| 2004 | 21.367    |

| Jahr | Einwohner |
| ---- | --------- |
| 2005 | 21.477    |
| 2006 | 21.586    |
| 2007 | 21.571    |
| 2012 | 21.273    |
| 2013 | 21.186    |
| 2016 | 21.551    |
| 2018 | 21.690    |
| 2019 | 21.607    |
| 2022 | 21.582    |

¹ nicht amtliche Angabe

## Mythen und Sagen

### Xanten in der Nibelungensage

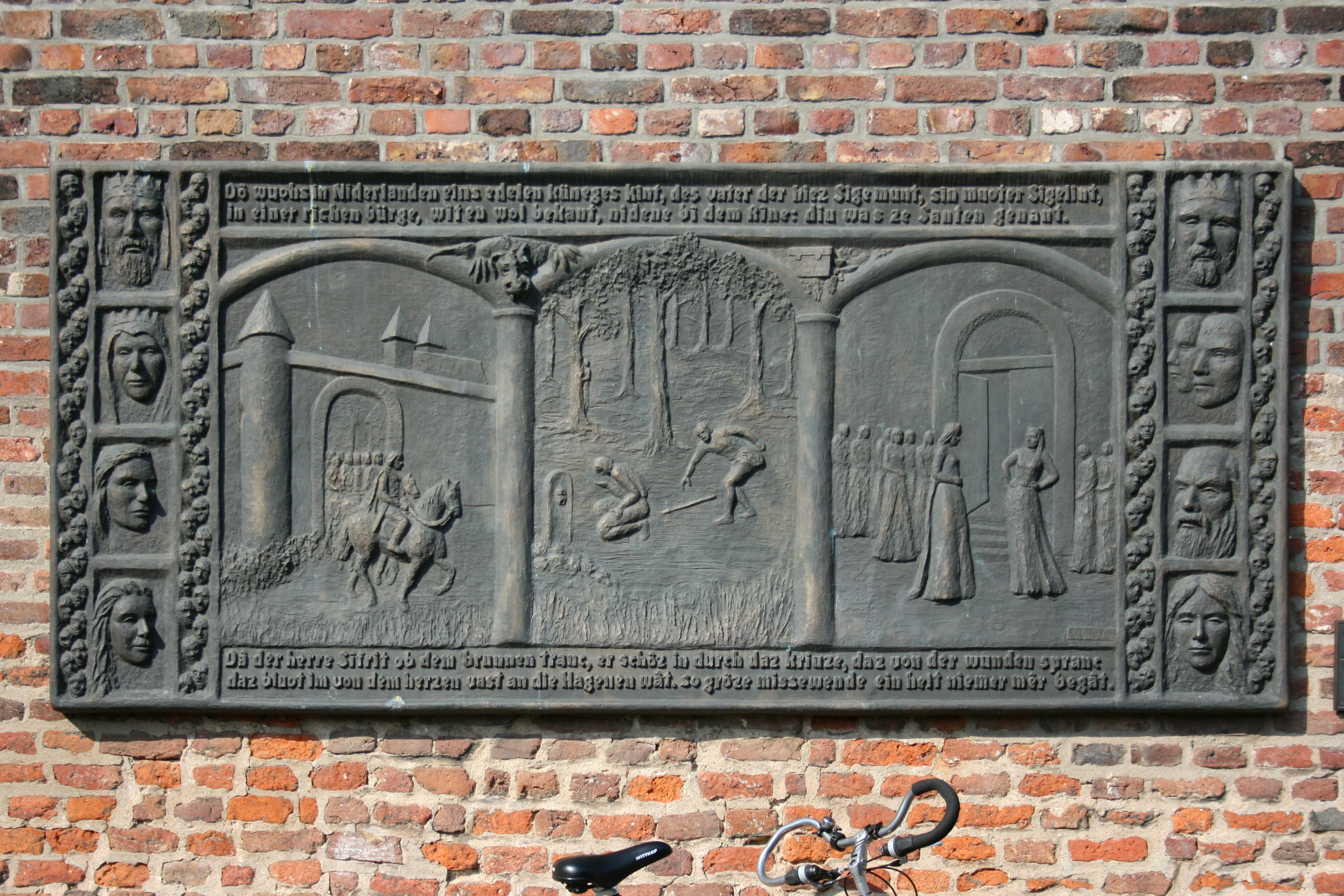
Relief Siegfried in Xanten am Nordwall

Der Nibelungensage nach war Siegfried von Xanten ein Königssohn aus Xanten.
| 19,1 19,2 19,3 19,4 | Mittelhochdeutsch Da wohs in nider landen eins edeln kuniges chint des vater der hiez Sigemvnt sin mvter Sigelint ineiner richen burge witen wol bechant nidene bi dem Rine div was ze Santen genant | Übersetzung (Karl Joseph Simrock) Da wuchs im Niederlande eines edeln Königs Kind. Siegmund hieß sein Vater die Mutter Siegelind. In einer mächt′gen Veste weithin wohlbekannt, Unten am Rheine Xanten war sie genannt. |

Auch Hagen von Tronje wurde über den Namen der „Colonia Ulpia Traiana“ und dem niederrheinischen Trojamythos mit Xanten in Verbindung gebracht.

### Xanten im niederrheinischen Trojamythos
Begründet durch den Namen der ehemaligen Colonia Ulpia Traiana etablierten sich bis ins Mittelalter auch die Bezeichnungen Troia Minor (Klein-Troia) und Troia Francorum (fränkisches Troia) für Xanten. Um 1100 erzählte schließlich das Annolied von der Gründung Xantens durch die im Troianischen Krieg unterlegenen Troianer:
| 389 390 391 392 393 394 395 396 | Mittelhochdeutsch Franko gesaz mit den sînin vili verre nidir bî Rîni. dâ worhtin si duo mit vroudin eini luzzele Troii. den bach hîzin si Sante nâ demi wazzere in iri lante; den Rîn havitin si vure diz meri. dannin wuohsin sint Vreinkischiu heri. | Übersetzung (Eberhard Nellmann, Reclam) Franko ließ sich mit den Seinigen ganz in der Ferne am Rhein nieder. Dort erbauten sie damals mit Freuden ein kleines Troja. Den Bach nannten sie Sante nach dem Fluss ihrer Heimat. Den Rhein nahmen sie statt des Meeres. Dort wuchs seitdem das fränkische Volk. |

Noch als Xanten 1444 an das Herzogtum Kleve fiel, wurden schon im selben Jahr Münzen mit der Aufschrift „Joannes Troianorum Rex“ („Johannes, König der Troianer“) geprägt.

### Christliche Heilige

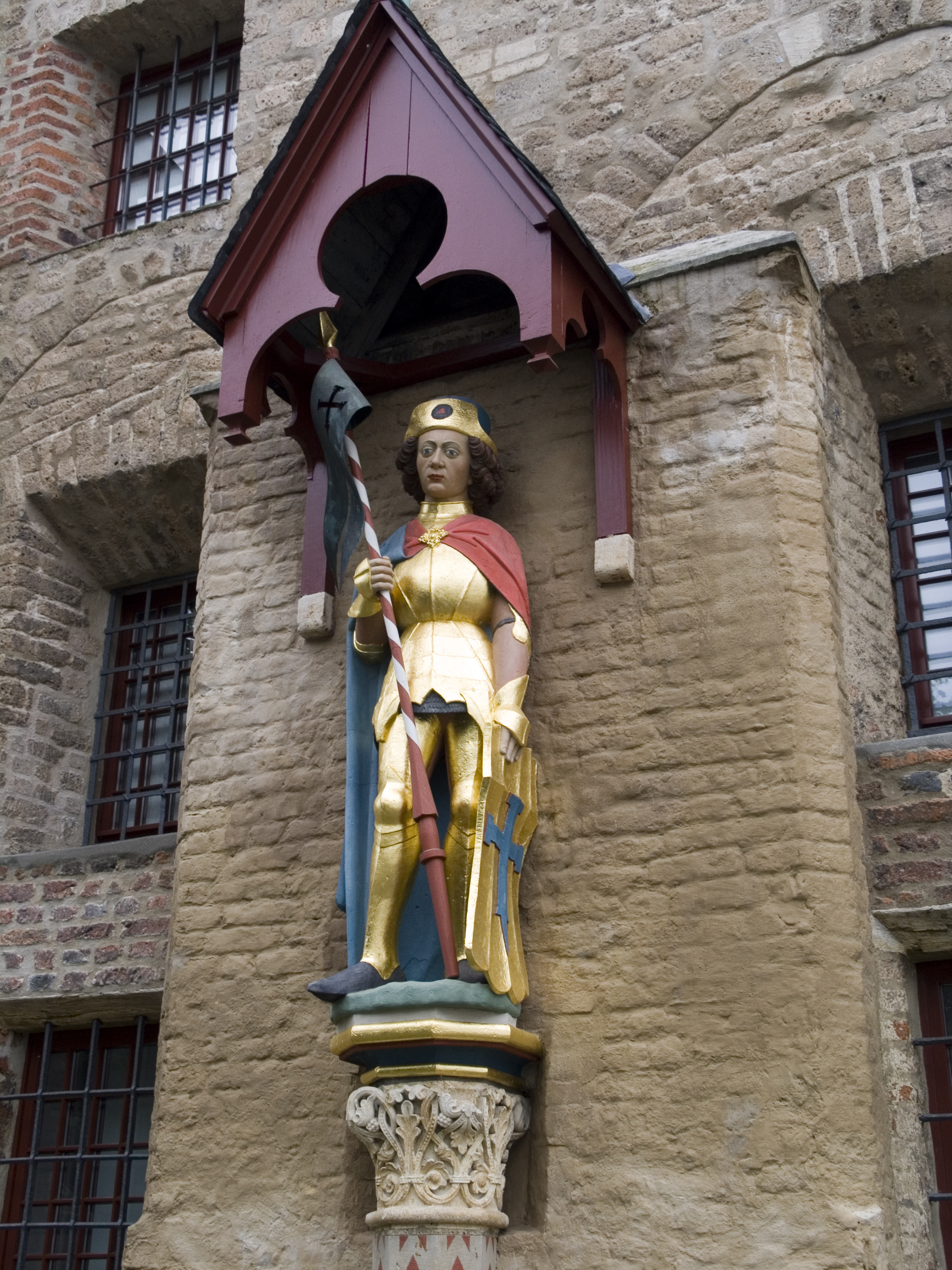
Darstellung Viktors an St. Viktor, 1468 von Meister Blankenbyl erstellt

Der christliche Legionär Viktor von Xanten soll zusammen mit 330 weiteren Angehörigen der Thebäischen Legion im 4. Jahrhundert im Amphitheater Veteras hingerichtet worden sein. Viktor von Xanten gilt seitdem als Märtyrer und späterer Schutzpatron des über seiner vermuteten Grabstätte errichteten Kirche St. Viktor. Ähnlich der Legende Gereons von Köln zählt auch zur Legende Viktors die Kaiserin Helena von Konstantinopel, die die Gebeine des heiligen Viktor und seiner Legionäre geborgen und ihnen eine Kapelle errichtet haben soll.
Der heilige Mallosus zählte zu den Gefährten Viktors und wurde daher ebenfalls in Xanten verehrt. Ab dem Hochmittelalter galt Mallosus aber auch als Heiliger in Bonn, wo er im Gefolge der Thebäischen Legion das Schicksal von Cassius und Florentius geteilt haben soll.
Die Gebeine des heiligen Gerebernus gelangten der Überlieferung zufolge durch „Räuber aus Xanten“ nach Sonsbeck und begründeten die dort bis 1945 andauernde Wallfahrt.

## Politik

### Ergebnisse der Kommunalwahlen 2020 in Xanten
Die Sitze im Stadtrat verteilen sich nach dem Ergebnis der Kommunalwahl 2020 folgendermaßen auf die einzelnen Parteien:
| Partei | Stimmen | % (2020) | % (2014) | +/-    | Sitze (2020) | Sitze (2014) | +/- |
| --- | ------- | -------- | -------- | ------ | ------------ | ------------ | --- |
| CDU | 4.461   | 39,3 %   | 43,1 %   | −3,8 % | 16           | 16           | ±0  |
| SPD | 1.991   | 17,6 %   | 23,0 %   | −5,4 % | 7            | 8            | −1  |
| Bündnis 90/Die Grünen | 1.433   | 12,6 %   | 7,9 %    | +4,7 % | 5            | 3            | +2  |
| FBI-Xa | 1.377   | 12,1 %   | 14,5 %   | −2,4 % | 5            | 5            | ±0  |
| FoX | 997     | 8,8 %    | 0,0 %    | +8,8 % | 4            | 0            | +4  |
| FDP | 393     | 3,5 %    | 3,1 %    | +0,4 % | 1            | 1            | ±0  |
| BBX | 353     | 3,1 %    | 5,0 %    | −1,9 % | 1            | 2            | −1  |
| Die LINKE | 253     | 2,2 %    | 3,5 %    | −1,3 % | 1            | 1            | ±0  |
| SKU | 82      | 0,7 %    | 0,0 %    | +0,7 % | 0            | 0            | ±0  |
| Gültige Stimmen | 11.340  |          |          |        |              |              |     |
| Ungültige Stimmen | 184     |          |          |        |              |              |     |
| Stimmen Insgesamt | 11.524  |          |          |        | 40           | 36           | +4  |
| Wahlberechtigte Insgesamt | 18.401  | 62,6 %   | 59,2 %   | +3,4 % |              |              |     |
| Ratswahl 13.09.2020 XantenWahlbeteiligung von 62,6 % 403020100 39,3 %17,6 %12,6 %12,1 %8,8 %3,5 %3,1 %2,2 %0,7 % CDUSPDGrüneFBI-XadFoXeFDPBBXgLinkeSKUiGewinne und Verlusteim Vergleich zu 2014 %p 10 8 6 4 2 0 −2 −4 −6−3,8 %p−5,4 %p+4,7 %p−2,4 %p+8,8 %p+0,4 %p−1,9 %p−1,3 %p+0,7 %pCDUSPDGrüneFBI-XaFoXFDPBBXLinkeSKUAnmerkungen:d Freie Bürgerinitiative Xantene Forum Xanteng Bürger-Basis-Xanteni Sozial-konservative Umweltpartei |         |          |          |        |              |              |     |
| Sitzverteilung Ratswahl 13.09.2020 XantenInsgesamt 40 Sitze - Linke: 1 - SPD: 7 - Grüne: 5 - CDU: 16 - FDP: 1 - Sonst.: 10 Sonstige: (10 Sitze) > "FBI-Xa" = 5 Sitze > "FoX" = 4 Sitze > "BBX" = 1 Sitz |         |          |          |        |              |              |     |

| Partei | Kandidat*                 | Stimmen | % (2020) |
| --- | ------------------------- | ------- | -------- |
| CDU | Görtz, Thomas             | 5.808   | 51,0 %   |
| SPD | Finke, Olaf               | 1.859   | 16,3 %   |
| | Groß, Rainer              | 1.547   | 13,6 %   |
| FBI-Xa | Petit, Valerie            | 1.237   | 10,7 %   |
| FoX | Werner, Stella            | 706     | 6,2 %    |
| | Luschgy, Andreas          | 236     | 2,1 %    |
| Gültige Stimmen | Gültige Stimmen           | 11.393  |          |
| Ungültige Stimmen | Ungültige Stimmen         | 131     |          |
| Stimmen insgesamt | Stimmen insgesamt         | 11.524  |          |
| Wahlberechtigte insgesamt | Wahlberechtigte insgesamt | 18.401  | 62,6 %   |
| Bürgermeisterwahl* 13.09.2020 XantenWahlbeteiligung von 62,6 % 6050403020100 51,0 %16,3 %13,6 %10,7 %6,2 %2,1 % CDUaSPDbSonst.cFBI-XadFoXeSonst.fAnmerkungen:a Görtz, Thomasb Finke, Olafc Groß, Rainerd Petit, Valeriee Werner, Stellaf Luschgy, Andreas |                           |         |          |

### Stadtrat und Bürgermeister
Aktueller Stadtrat
Die Sitzverteilung im Stadtrat nach den Ergebnissen der vergangenen Kommunalwahlen:
| Partei/Liste                                | 1999  | 1999 | 2004  | 2004  | 2009  | 2009    | 2014  | 2014 | 2020  | 2020 |
| Partei/Liste                                | Sitze | %    | Sitze | %     | Sitze | %       | Sitze | %    | Sitze | %    |
| Christlich Demokratische Union Deutschlands | 21    | 54,2 | 19    | 50,18 | 15    | 48,30 % | 16    | 43,1 | 16    | 39,3 |
| Sozialdemokratische Partei Deutschlands     | 10    | 26,0 | 9     | 23,64 | 7     | 21,41 % | 8     | 22,9 | 7     | 17,6 |
| Freie Bürger-Initiative                     | 4     | 11,9 | 5     | 13,80 | 4     | 13,03 % | 5     | 14,4 | 5     | 12,1 |
| Bündnis 90/Die Grünen                       | 2     | 5,6  | 3     | 8,49  | 3     | 8,21 %  | 3     | 7,9  | 5     | 12,6 |
| Freie Demokratische Partei                  | 1     | 2,3  | 2     | 3,90  | 2     | 5,87 %  | 1     | 3,1  | 1     | 3,5  |
| Die Linke                                   | —     | —    | —     | —     | 1     | 3,17 %  | 1     | 3,5  | 1     | 2,2  |
| BBX1                                        | —     | —    | —     | —     | –     | –       | 2     | 5,0  | 1     | 3,1  |
| FoX2                                        | —     | —    | —     | —     | —     | —       | —     | —    | 4     | 8,8  |
| Gesamt (Stimmenanteile gerundet)            | 38    | 100  | 38    | 100   | 32    | 100     | 36    | 100  | 40    | 100  |

1BBX: BürgerBasis Xanten 2FoX: Forum Xanten
Bürgermeister
Bei der Kommunalwahl 2014 wurde Thomas Görtz (CDU) mit 53,8 % der gültigen Stimmen zum Bürgermeister gewählt und 2020 mit 50,98 % der bestätigt. Zuvor wurde 1999 mit 53,1 % der Stimmen Christian Strunk (CDU) gewählt und 2004 sowie 2009 mit 53,8 % beziehungsweise 46,7 % der Stimmen im Amt bestätigt.

### Städtepartnerschaften
Es bestehen Städtepartnerschaften mit Geel in Belgien seit dem 19. Mai 1990, mit Saintes in Frankreich seit dem 11. Mai 2002 und mit Salisbury im Vereinigten Königreich seit dem 23. April 2006, wobei Salisbury ebenfalls eine Partnerschaft mit Saintes unterhält.
Die Partnerschaften mit Geel und Saintes begründen sich auf eine gemeinsame oder zumindest ähnliche Geschichte der Städte. So sind sowohl in Saintes als auch in Xanten Spuren römischer Besiedlung zu finden und auch die Ortsnamen nehmen jeder für sich in Anspruch ein „Ort der Heiligen“ zu sein – allerdings geht der Name von Saintes (lat. Mediolanum Santonum) auf den keltischen Stamm der Santonen zurück. Mit Geel verbindet Xanten die Legende um den heiligen Gerebernus, dessen Gebeine von „Räubern aus Xanten“ aus Geel entwendet worden sein sollen und so die Wallfahrt im benachbarten Sonsbeck begründeten.
Im Dezember 2010 wurde vom Xantener Stadtrat der Beschluss zur Gründung weiterer Partnerschaften mit der Stadt Beit Sahour in Palästina gefasst, zu der bereits in den Vorjahren reger Kontakt bestand. Eine Städtepartnerstadt in Israel wird angestrebt.

### Wappen, Banner, Flagge, Siegel und Logo
Der Innenminister des Landes Nordrhein-Westfalen hat der Stadt Xanten 1953 die Genehmigung erteilt, ein Wappen, eine Flagge (Banner) und ein Siegel, wie nachstehend beschrieben, zu führen. Zudem benutzt die Stadt ein Logo.

Wappen
Wappen der ehem. Gemeinde Birten
Wappen der ehem. Gemeinde Wardt
Wappen der ehem. Gemeinde Marienbaum
Banner
Flagge
Siegel
Logo

#### Wappen
Blasonierung des Xantener Stadtwappens: „In Silber innerhalb eines mit elf goldenen Kugeln belegten schwarzen Bordes zwei schräg gekreuzte schwarze Schlüssel mit Vierpass-Reiden und abgewendeten Schlüsselbärten, oben bewinkelt durch ein kleines schwarzes griechisches Kreuz.“
Wappengeschichte und -erklärung: Die Schlüssel in der gekreuzten Form sind erstmals im Schöffensiegel der Stadt aus dem Jahr 1303 belegbar und gehen wie das Kreuz auf das Erzbistum Köln zurück, das beide Symbole als Attribute seines Schutzpatrons Petrus führte und zur Zeit der Verleihung der Stadtrechte die Herrschaft über Xanten besaß. Das hier als gleich langes griechisches Kreuz dargestellte kurkölnische Kreuz könnte ebenfalls als die Teilnahme Kurkölns am 4. Kreuzzug interpretiert werden, und entsprechend die goldenen Kugeln im Schildbord als Bezants („Byzantiner“) auf einen besonders namhaften Beuteanteil nach der Erstürmung Konstantinopels 1204 hinweisen. Doch werden die elf heraldischen Kugeln auf die (sonst allerdings regelmäßig) drei Kugeln des heiligen Nikolaus von Myra im Schöffensiegel aus dem Jahr 1338 zurückgeführt. Der schwarze Schildbord als solcher ist von unbekannter Herkunft und erscheint erstmals in einem Wappen aus dem 16. Jahrhundert, die nahe Xanten beheimateten Grafen von dem Bergh führten ebenfalls elf goldene Kugeln auf schwarzem Rand im Wappen.

#### Flagge (Banner)
„Die Flagge der Stadt Xanten ist in drei gleichen breiten Querstreifen schwarz/weiß/schwarz geteilt.“
„Das Banner der Stadt Xanten ist unter einem quadratischen weißen Feld (Bannerhaupt), in dem das Stadtwappen steht, in drei gleichbreiten Streifen von schwarz/weiß/schwarz gespalten.“

#### Siegel
Die Stadt Xanten führt ein Dienstsiegel, das in Form und Größe dem dieser Hauptsatzung beigedrückten Siegel gleicht. „Umschrift oben: ‚STADT‘ – Umschrift unten: ‚XANTEN‘; dazwischen je ein schwarzes Kreuz – Siegelbild: Auf einem schwarzen Ring, elf weiße Kugeln in der Mitte zwei gekreuzte schwarze Schlüssel mit abgewendeten Bärten, dazwischen oben ein schwebendes schwarzes Kreuz.“

## Kultur und Sehenswürdigkeiten

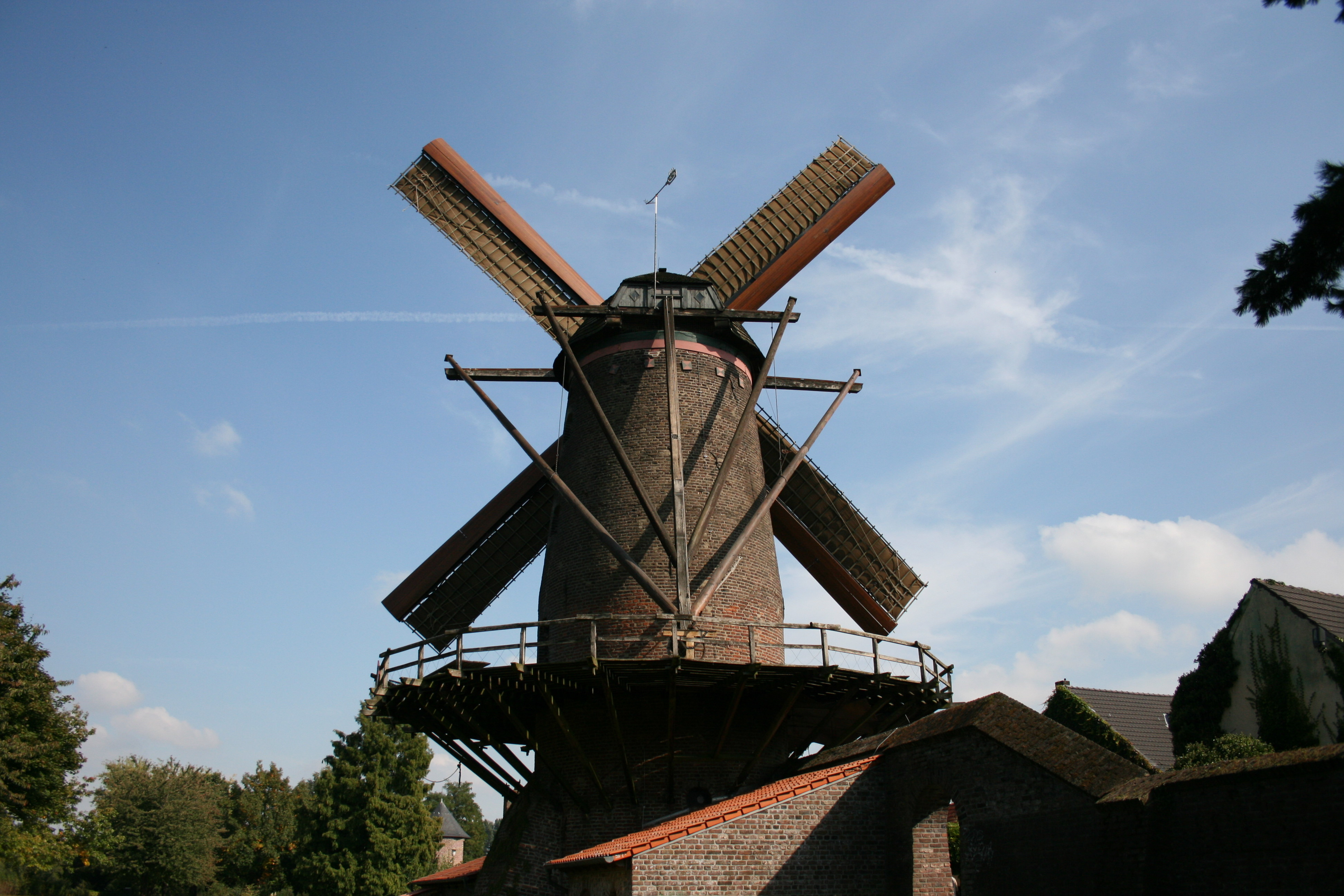
Die Kriemhildmühle

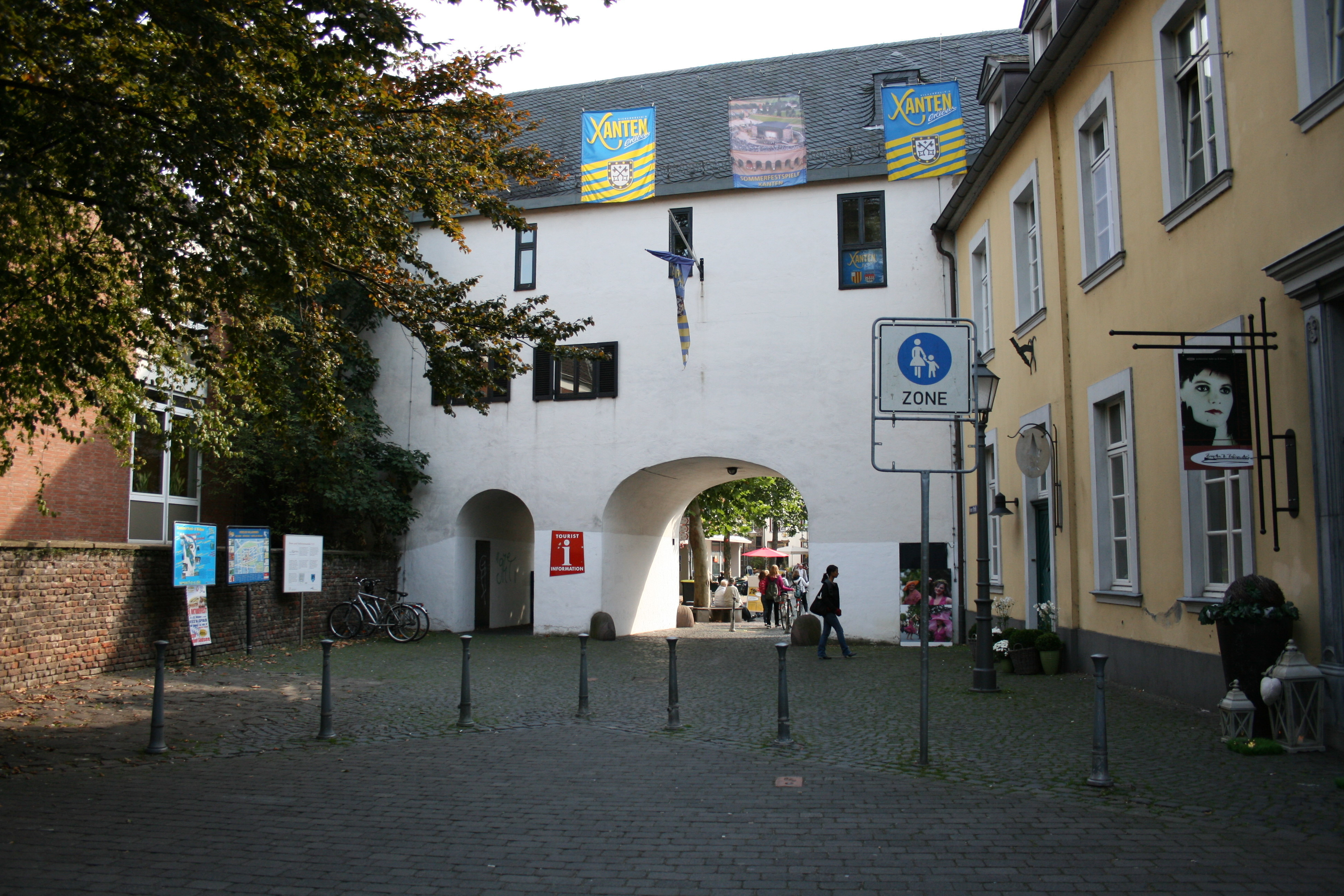
Das früher die Stadt teilende Mitteltor

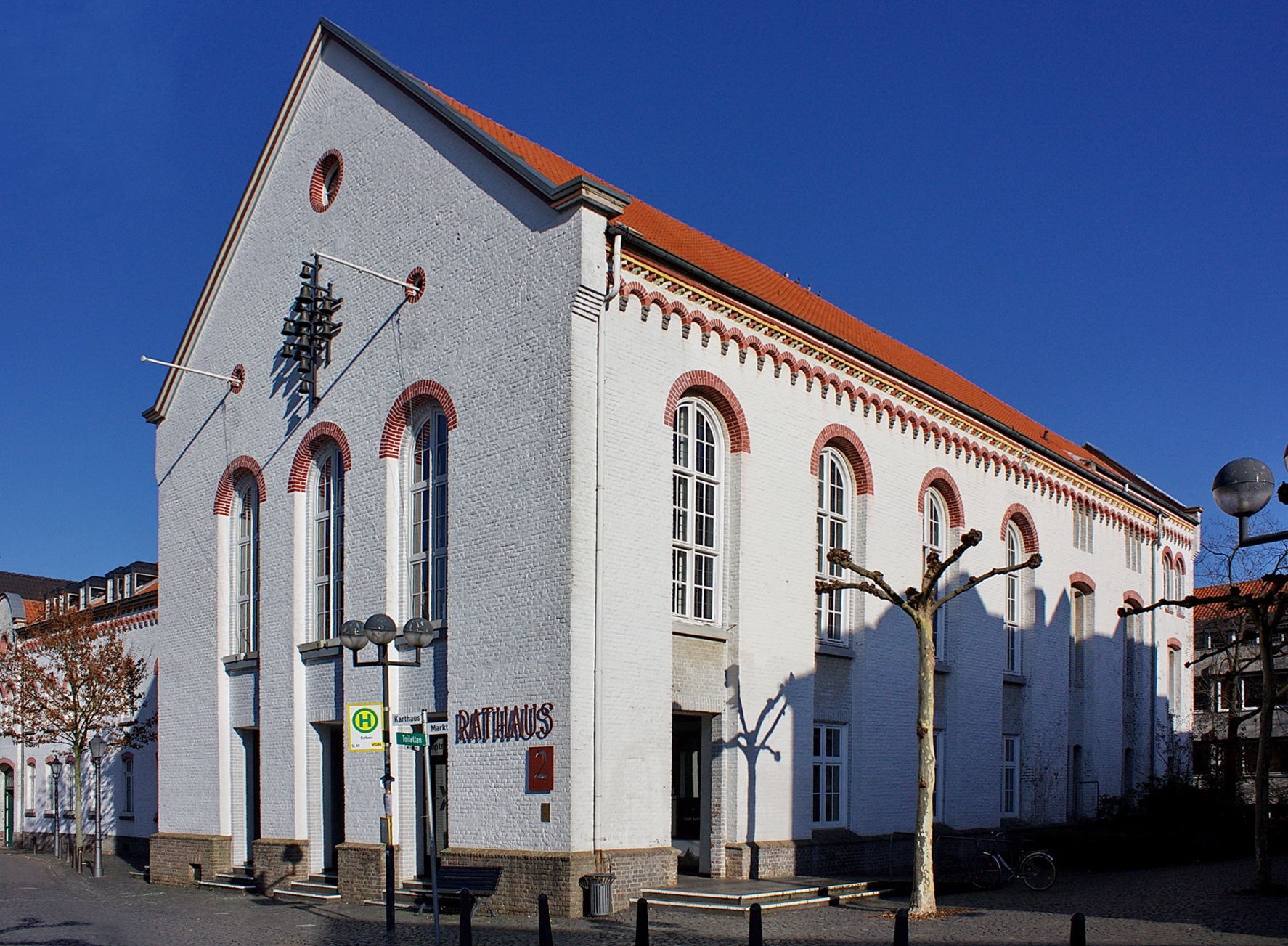
Rathaus am Markt

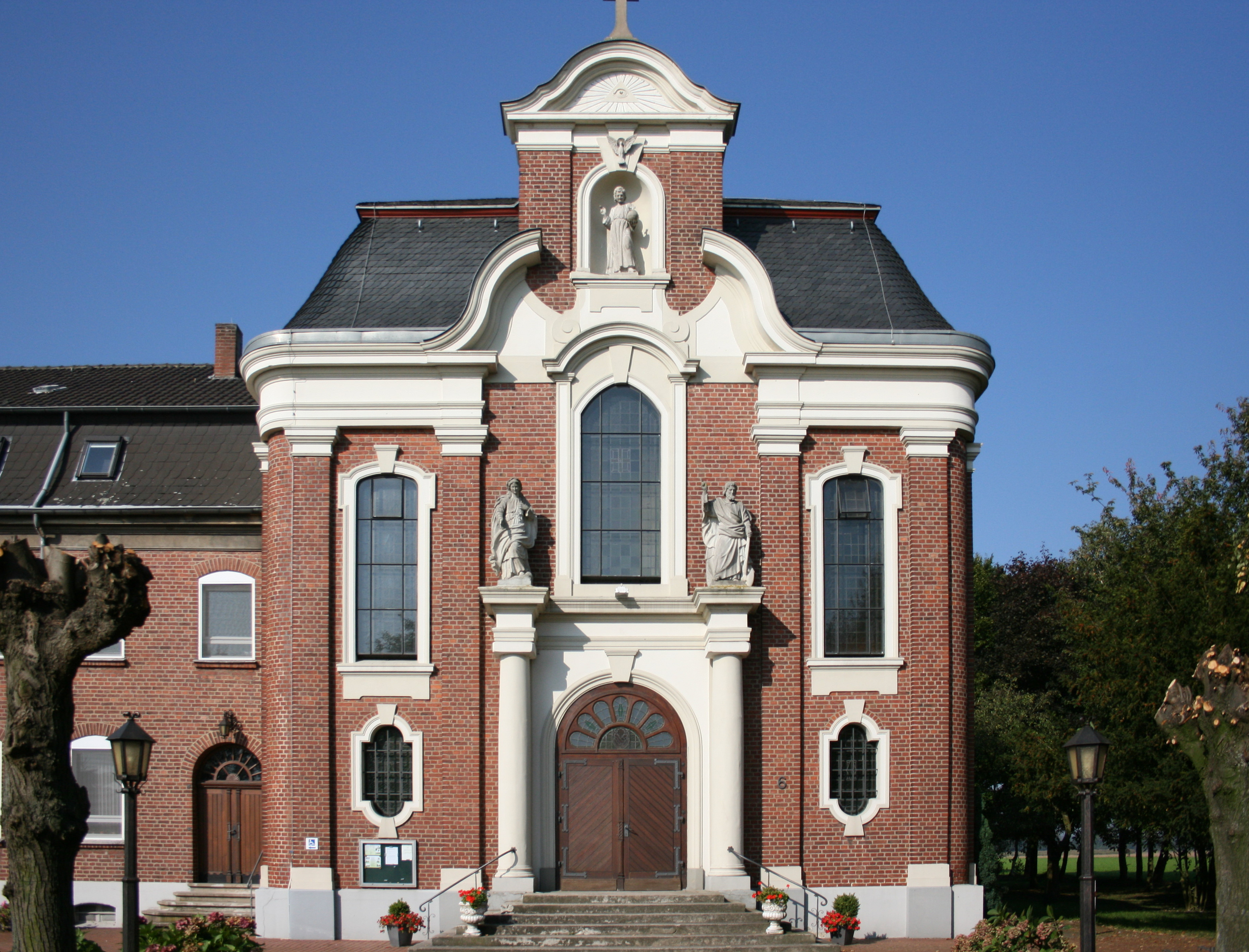
Kloster Mörmter

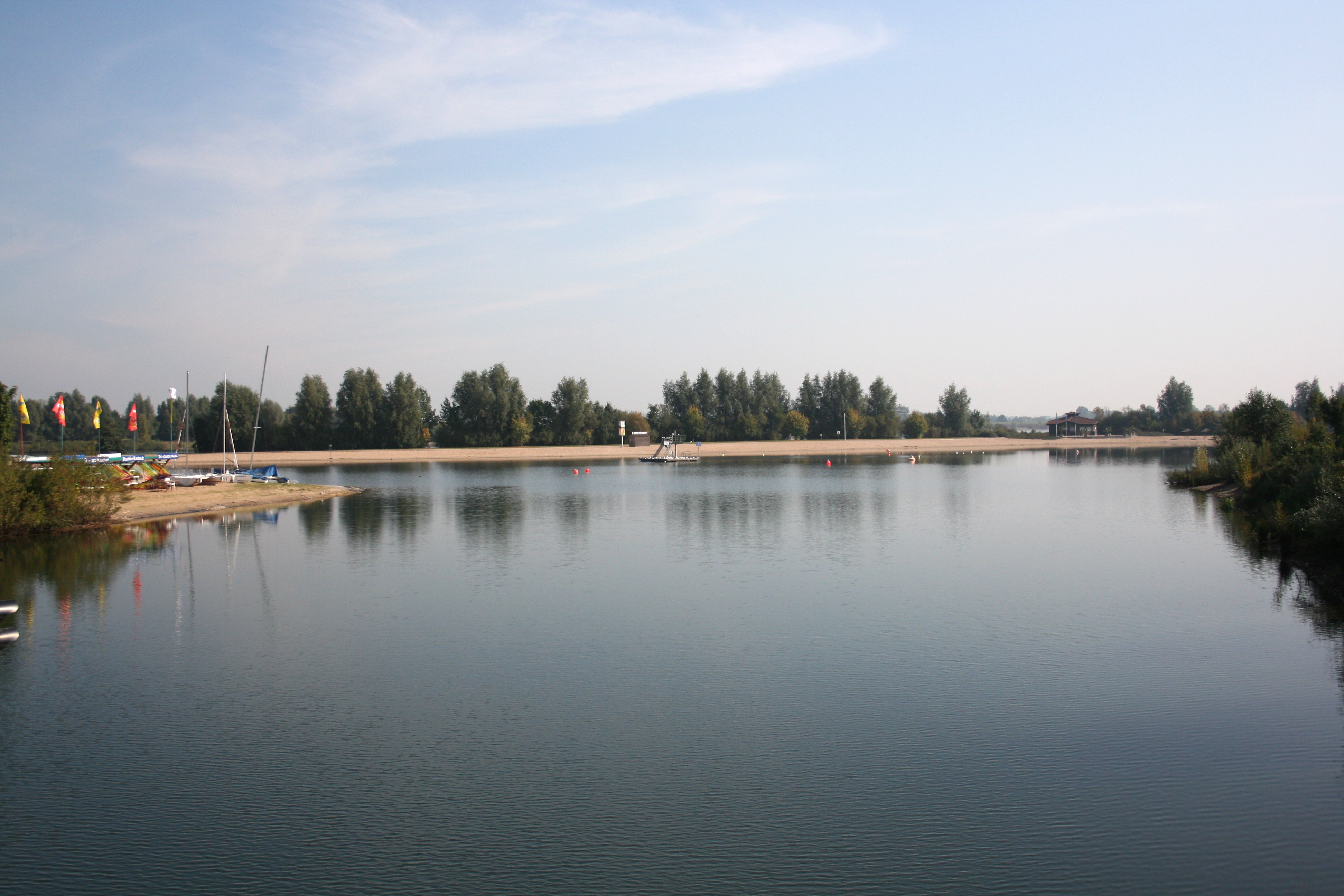
Xantener Südsee mit Freizeitzentrum

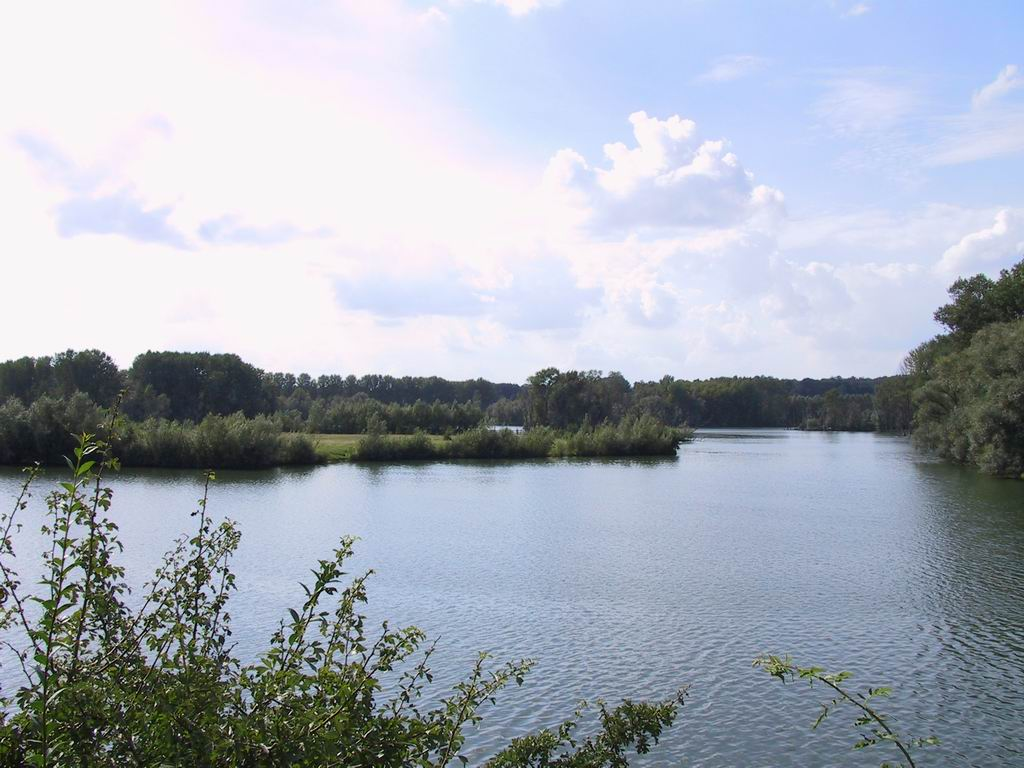
Das Naturschutzgebiet Bislicher Insel

### Sehenswürdigkeiten und Museen
Von der römischen Vergangenheit Xantens zeugen der Archäologische Park Xanten (APX) und das Amphitheater in Birten. Erstgenannter ist der teilweise Wiederaufbau der im Jahr 275 zerstörten und als Tricensimae wiedererrichteten Colonia Ulpia Traiana. Weitere Teile des APX sind die mittlerweile innerhalb des Parks gelegenen und mit einem Glas-Stahl-Bau versehenen Überreste der „Großen Thermen“ mit dem Römermuseum, in dem zumeist Funde aus der römischen Geschichte Xantens ausgestellt sind. Das Amphitheater in Birten stellt den einzig rekonstruierten Teil des Legionslagers Vetera dar.
Von der mittelalterlichen Blütezeit Xantens zeugt vor allem die gotische Stiftskirche St. Viktor mit der Stiftsbibliothek und dem Stiftsmuseum, das reiche Kirchenkunstschätze und Dokumente aus der Geschichte des Doms ausstellt. Ab 1263 erbaut, gilt dieser als „Größter Dom zwischen Köln und dem Meer“. Der sogenannte Dom, das Klever Tor, die Kriemhildmühle und ihr Gegenstück, die Siegfriedmühle sowie das Karthaus und weitere historische Gebäude prägen das Bild des mittelalterlichen Stadtkerns. Von der einstigen Stadtbefestigung sind neben den bereits genannten ein Mauerturm am Westwall, der Meerturm, ein Rundturm am Westwall, der Schweineturm und ein Rundturm am Nordwall erhalten geblieben, die während des 18. Jahrhunderts zumeist umgestaltet wurden. Das 1392 erbaute Mitteltor zeugt von der einstigen Teilung Xantens in den nördlichen, klevischen und den südlichen, kurkölnischen Teil der Stadt. Von der im 10. Jahrhundert im Bereich der Stiftsimmunität errichteten Bischofsburg sind wenige Mauerreste erhalten. Der als Eckturm der Immunität errichtete Romanische Turm aus dem 11. Jahrhundert ist Teil der Xantener Marienschule.
Das um 1540 erbaute Gotische Haus gilt als herausragendes Beispiel der spätgotischen Baukunst am Niederrhein. Es beschreibt anschaulich durch sein original erhaltenes Holzwerk (Balkendecken und Dachstuhl) die aktive Denkmalpflege in Xanten. Das Arme-Mägde-Haus aus dem späten 16. Jahrhundert wurde errichtet, um den im Viktorstift arbeitenden Frauen ein Heim für ihren Lebensabend zu geben; direkt gegenüber dem Arme-Mägde-Haus steht ein Gotischer Treppengiebel aus dem 15. Jahrhundert.
Neben der gotischen Architektur sind unter anderem mit Rokokofassaden an Gebäuden aus dem 18. und 19. Jahrhundert, dem barocken Pavillon am östlichen Eckpunkt der Immunität und dem Renaissance-Erker von 1634 weitere Baustile erhalten geblieben.
Die 1648/1649 an der Südecke der Stiftsimmunität erbaute evangelische Kirche blieb namenlos. Der Kirchturm mit seiner geschweiften Haube stammt aus dem Jahr 1662. Die Michaelskapelle wurde zwischen 1472 und 1478 auf das um 1000 errichtete Südportal der Stiftsimmunität aufgesetzt. Die Fürstenbergkapelle wurde 1671 erbaut und erinnert an das Benediktinerkloster Fürstenberg, das fast 500 Jahre Bestand hatte und 1586 zerstört wurde. Das Rathaus der Stadt wurde ursprünglich als Kapuzinerkloster errichtet. Die Viktorstatue auf dem erhöhten Standort eines staufischen Kapitells an der einstigen Gerichtsstätte des Domkapitels wurde 1468 zu Ehren Viktors von Xanten entworfen. Den Obelisk de Pauw ließ Napoléon 1811 zu Ehren Cornelius de Pauws errichten. Zahlreiche Brunnen und Pumpen existieren im Stadtgebiet, wie die Marktpumpe aus dem Jahr 1736 und der an Norbert von Xanten erinnernde Norbertbrunnen.
Die Alte Kornbrennerei ist das einzige erhaltene Denkmal der Xantener Industriegeschichte des 19. Jahrhunderts. 1853 wurde die Anlage als Ölmühle erbaut und 20 Jahre später zur Dampfkornbrennerei umgerüstet.
2010 wurde im ehemaligen Xantener Regionalmuseum das Museum „Nibelungen(h)ort Xanten“ durch einen Trägerverein aufgebaut und betrieben.
2013 wurde die Stadt Xanten Eigentümer und der Trägerverein wurde nach einer Satzungsänderung zu einem Förderverein des Museums.
In diesem Zusammenhang änderte das Museum seinen Namen und heißt jetzt „SiegfriedMuseum Xanten“.
Es widmet sich der Geschichte und Rezeption der Nibelungensage und befindet sich in der Kurfürstenstraße in der historischen Altstadt.
In den Xantener Ortsteilen gibt es weitere Sehenswürdigkeiten. So wurde nahe der Ortschaft Birten mit dem Haus Winnenthal einer der ältesten erhaltenen Wasserburgen des Niederrheins errichtet. Das Gnadenbild der Maria in der Wallfahrtskirche St. Mariä Himmelfahrt zieht jährlich 15.000 Wallfahrer in den Ortsteil Marienbaum. In Wardt gibt es das Museum rund ums Geld.

### Freizeit und Natur
Das ab 1979 errichtete Freizeitzentrum Xanten (FZX) ist ein Naherholungszentrum bestehend aus der Xantener Nordsee und der Xantener Südsee, den Freizeithäfen in Wardt, Vynen und Xanten, einer Wasserski-Anlage und einem Hochseilgarten sowie einer Vielzahl weiterer Angebote.
Das zu Teilen im Stadtgebiet gelegene Naturschutzgebiet Bislicher Insel ist eine der wenigen Auenlandschaften Deutschlands, die zu den wichtigsten Winterquartieren arktischer Gänse zählt und die einzige Biber-Population des Niederrheins beherbergt. Sie entstand erst durch Wasserbaumaßnahmen um 1788 (veranlasst durch Friedrich den Großen), die zu einer Rheinbettabkürzung und zum heutigen Rheinverlauf führten. Weiterhin liegen die Naturschutzgebiete Fürstenberg und Gut Grindt und Rheinaue sowie Teile der Naturschutzgebiete Grenzdyck, Reeser Schanz und Uedemer Hochwald im Stadtgebiet.
Der auf dem Fürstenberg gelegene „Garten Krautwig“ zeigt auf 1,5 Hektar eines 130 Jahre alten Bauernhofs einen Innenhof mit Myrthen und Buchs, einen Kräuter- und einen Staudengarten. Esskastanien, ein Teich und viele, teils seltene Rosen runden den an der Straße der Gartenkunst zwischen Rhein und Maas liegenden Garten ab.
Xanten ist Ausgangspunkt der Radfernwege Römer-Lippe-Route und Via Romana, Station der 2-Länder-Route, der NiederRheinroute und des Rheinradwegs sowie Station des Europäischen Fernwanderwegs E8. Zusätzlich führt mit dem von Nimwegen nach Köln verlaufenden Weg 4 der Rheinischen Wege der Jakobspilger auch ein Pilgerweg durch Xanten.

### Aufführungen und Ausstellungen
In der rekonstruierten Arena des Archäologischen Parks und auf der Freilichtbühne des ehemaligen Veteras richtet die Arena-Theater GmbH jährlich die Xantener Sommerfestspiele aus. Diese bieten ein jährlich wechselndes Programm aus Ballett, Musicals und Opern aus und finden meist von Juni bis August statt. 2006 wurden die Sommerfestspiele zum 24. Mal ausgerichtet, unter anderem mit den Opern Il trovatore und La traviata. Im Rahmen der Sommerfestspiele werden seit 2003 zudem Theaterstücke wie Jedermann vor der Kulisse der Xantener Stiftskirche aufgeführt. Begründet durch den Erfolg der Sommerfestspiele etablierte sich die Arena des Archäologischen Parks auch abseits der Festspiele als Veranstaltungsort insbesondere für Konzerte und Musicals.
Im Inneren der Xantener Stiftskirche finden monatlich klassische Domkonzerte statt; vor der Kulisse des Klever Tors wird jährlich das so genannte Siegfriedspektakel ausgerichtet. Die Bühne im Nibelungenbad des Freizeitzentrums Xanten dient zumeist Comedians als Auftrittsort.
Der 1996 gegründete Verein Stadtkultur Xanten e. V. widmet sich der Förderung von Kunst und Kultur in Xanten und zählte 2007 rund 100 Mitglieder. Unter anderem veranstaltet der Verein regelmäßig Ausstellungen, Vorträge, zeitgenössische Tanz- und Theateraufführungen sowie Diskussionsrunden, fördert die Erweiterung der Stadtbücherei und unterstützt Heimatpflege, Heimatkunde und Sport im Stadtgebiet.

### Volksfeste
Im Archäologischen Park wird jährlich der „Tag der Begegnung“ begangen. 1998 erstmals stattfindend lockt diese größte Veranstaltung ihrer Art in Deutschland inzwischen über 20.000 behinderte und nichtbehinderte Menschen auf das Gelände des APX. Der Tag der Begegnung geht auf eine Initiative des Landschaftsverbands Rheinland zurück, der damit auf ein Urteil des Oberlandesgerichts Köln vom 8. Januar desselben Jahres reagierte. Dieses hatte infolge einer Klage wegen Lärmbelästigung durch eine Wohnsiedlung behinderter Menschen festgestellt „Bei den Lauten, die die geistig schwerbehinderten Heimbewohner von sich geben, ist der „Lästigkeitsfaktor“ besonders hoch“. Für „mehr Akzeptanz und ein normales Miteinander zwischen Behinderten und Nicht-Behinderten“ wurde daraufhin der Tag der Begegnung ins Leben gerufen, bei dem beispielsweise 2003 auch Die Prinzen auftraten.
Der jährlich von Ende November bis zum letzten Adventssonntag vor Heiligabend auf dem „Kleinen Markt“ stattfindende Weihnachtsmarkt profitiert vor allem von der Atmosphäre des mittelalterlichen Stadtbilds. Ebenfalls jährlich wird die Xantener Kirmes auf dem „Großen“ und dem „Kleinen Markt“ ausgerichtet. Sie findet immer vom Fronleichnams-Donnerstag bis zum darauf folgenden Montag statt. In jedem zweiten Jahr findet am Tag vor Rosenmontag der Karnevals-Umzug im Xantener Stadtkern statt. Dieser wird „Blutwurstsonntagszug“ genannt, da traditionell vom letzten Wagen des Umzugs (verpackte) Blutwurststücke als Wurfgeschosse den Zuschauern zugeworfen werden. Weiterhin werden auf dem Gelände des FZX jährlich das Oktoberfest und ähnliche Feste veranstaltet.

### Brauchtum
Zum traditionellen Brauchtum der Stadt Xanten zählt insbesondere die alle 25 Jahre stattfindende „Viktortracht“ genannte Prozession, in der der Domschatz feierlich durch die Stadt getragen wird (zuletzt 2014). Weiterhin findet jährlich das so genannte Turmblasen statt, in dessen Rahmen an Heiligabend auf den Türmen des St.-Viktor-Kirche weihnachtliche Blasmusik gespielt wird. Ein von vielen Xantener Bürgern gepflegter Brauch spiegelt sich in den vielen vorhandenen Pumpennachbarschaften und den damit verbundenen Straßenfesten wider.
In Xanten existieren drei Bruderschaften, die St.-Victor-Bruderschaft Xanten, sie nennt als Gründungsjahr 1393 und wird im Jahre 1400 erstmals in den Rentenverzeichnissen der Stadt erwähnt, sowie die St.-Helena-Schützenbruderschaft Xanten, sie ist die älteste, erwähnte Schützenbruderschaft der Stadt, sowie die Schützengesellschaft. Alle drei Vereine blicken auf eine lange Tradition und eine verbundene Gemeinschaft in Xanten hin.

### Xantener Platt
Santes Platt (Det on Dat op Santes Platt) sowie die Mundarten der Stadtteile und umliegenden Ortschaften, basiert auf den Niederfränkischen Sprachen, die zur Zeit der frühmittelalterlichen Expansion der Franken am Niederrhein gesprochen wurden, und wird dem Nordniederfränkischen zugerechnet (auch Kleverländisch genannt).
Obwohl Santes Platt in Vereinen und Mundartzirkeln gepflegt wird, geht die Zahl der Mundartsprecher insbesondere unter jüngeren Menschen ständig zurück. Immer häufiger wird stattdessen ein Niederrheinisches Deutsch genannter Regiolekt gesprochen.

### Sport
Mit rund 2500 Mitgliedern stellen die Turn- und Sportfreunde Xanten 05/22 den größten Sportverein im Stadtgebiet dar. Die erfolgreichste Abteilung Tischtennis spielt in der Saison 2013/14 in der zweiten Liga. Jährlich richtet der Verein die überregional bedeutenden Sportveranstaltungen Nibelungen-Triathlon und „Internationaler Xantener Citylauf“ aus. Der „Stadtsportverband Xanten e. V.“ umfasst als lokaler Dachverband 32 Vereine, von denen neben TuS Xanten vor allem die Breitensportvereine DJK Eintracht Wardt, SSV Rheintreu Lüttingen, SV Viktoria Birten und SV Vynen-Marienbaum zu nennen sind. Daneben existieren unter anderem drei Tennisvereine, zwei Bogenschützenvereine, ein Tauchclub und ein Basketballverein, die Xanten Romans.

### Philatelistisches
Am 15. Juli 1975 gab die Deutsche Bundespost ein Postwertzeichen im Nennwert von 50 Pfennig heraus. Der Entwurf stammte vom Grafiker Otto Rohse.

## Wirtschaft und Infrastruktur

### Gewerbebetriebe
Die Stadt Xanten verfügt über zwei Gewerbegebiete, den Gewerbepark Sonsbecker Straße mit einer Fläche von 110.623 m² in Xanten sowie das Gewerbegebiet Birten mit einer Fläche von 98.907 m². Zu den nennenswerten Unternehmen zählen die Wessel GmbH (Kessel- und Apparatebau) und die Röchling Industrial Xanten GmbH (Spezialkunststoffe). Im Bereich des Hoch- und Tiefbau waren 2002 17 Unternehmen im Stadtgebiet vertreten. Über 140 Xantener Handels-, Handwerks- und Gewerbebetriebe sind in der Interessengemeinschaft Gewerbetreibender Xanten organisiert.

### Tourismus

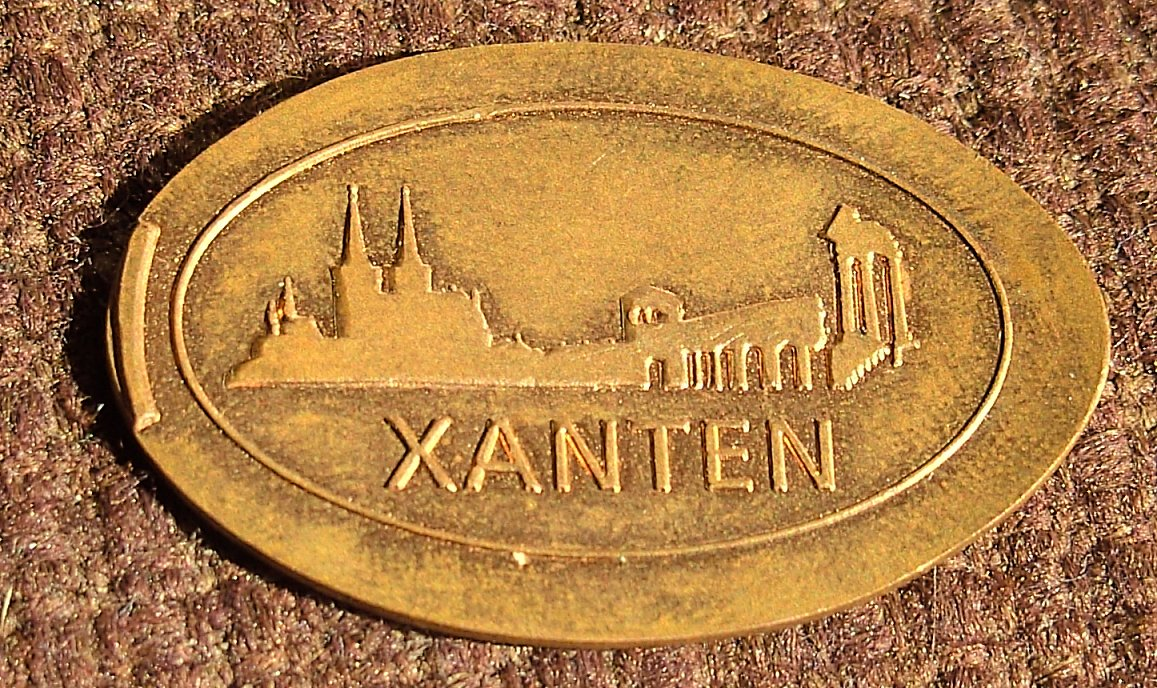
Eine Münze, die Touristen in Xanten als Souvenir-Medaille prägen lassen können

Jährlich besuchen rund 800.000 Touristen die Stadt, zumeist wegen des historischen Stadtkerns, des Archäologischen Parks oder des Freizeitzentrums. Letztgenannte stellen zugleich die wichtigsten Arbeitgeber im Bereich Tourismus dar. Aufgrund des höheren Verhältnisses von Tourist pro Einwohner (TPE) im Vergleich zur Metropolregion New York wird Xanten im Volksmund auch als das „New York am Niederrhein“ bezeichnet.
2003 bestanden neben zahlreichen Gastronomiebetrieben zehn Herbergen mit 358 Betten. Diese verbuchten bei 23.903 Gästen 43.601 Übernachtungen. Rund 7000 dieser Mehrtagestouristen besuchten die durch die Arena-Theater GmbH jährlich ausgerichteten Sommerfestspiele.
Als neue touristische Einrichtung ist der Freizeithafen Hafen Xanten als Teil des Freizeitzentrums an der Xantener Südsee hinzukommen. In der Umsetzung befindet sich die Erweiterung des Archäologischen Parks, der in Zukunft das gesamte Areal der ehemaligen Colonia Ulpia Traiana umfassen soll. Die Bundesstraße 57, die früher das Areal in zwei Hälften geteilt hatte, ist bereits auf die neue Umgehungsstraße, den Varusring, umgelegt worden. Derzeit wachsen nach und nach die beiden Parkhälften zusammen.
Xanten gehört zum Fördergebiet des Regionalen Wirtschaftsförderungsprogramms (RWP), durch das bestimmte gewerbliche Neuansiedlungen, Betriebserweiterungen und sonstige Investitionen in die touristische Wirtschaft gefördert werden. Insbesondere bei Investitionen im Bereich des Gastgewerbes sind finanzielle Zuschüsse durch das RWP möglich.

### Medien
Die Tageszeitungen Neue Rhein Zeitung und Rheinische Post sowie die zweimal wöchentlich erscheinenden Niederrhein-Nachrichten, ein Anzeigenblatt, unterhalten Lokalredaktionen in Xanten. Weiterhin erscheinen wöchentlich die Lokalzeitung Der Xantener und quartalsweise das Magazin Xanten Live. Die Verlage Live Magazine Verlagsgesellschaft, Organischer Landbau Verlagsgesellschaft und Verlag Focus Rostfrei haben ihren Sitz in Xanten.

### Öffentliche Einrichtungen

#### Ämter
Die Außenstelle Xanten des Rheinischen Amts für Bodendenkmalpflege ist für ein Gebiet von insgesamt 3812,5 km² bestehend aus den Kreisen Kleve, Wesel und Viersen und den kreisfreien Städten Duisburg, Essen, Krefeld, Mönchengladbach, Mülheim an der Ruhr und Oberhausen verantwortlich.

#### Bildungseinrichtungen
In Xanten existieren 12 Kindergärten, die Gemeinschaftsgrundschule Viktor in Xanten sowie zwei katholische Grundschulen in den Ortschaften Lüttingen (Hagelkreuzschule) und Marienbaum (Marienschule).
Weiterführende Schulen sind die Gesamtschule Xanten-Sonsbeck, die Walter-Bader-Realschule, die private Mädchen-Realschule Marienschule sowie das Städtische Stiftsgymnasium Xanten. Im Jahr 2013 wurde die Gesamtschule Xanten-Sonsbeck als gemeinsame Schule Xantens und Sonsbecks gegründet.
Zudem besteht mit dem Placidahaus Xanten ein Berufskolleg der katholischen Propsteigemeinde. Außerdem gibt es eine Volkshochschule in Gemeinschaft mit den Nachbargemeinden Alpen, Rheinberg und Sonsbeck. Die Stadtbücherei Xanten ist mittwochs bis samstags geöffnet.
Die durch eine Initiative der Universität-Gesamthochschule Duisburg entstandene Niederrhein Akademie / Academie Nederrijn zur Erforschung der Geschichte und Kultur des Niederrheins hat ihren Sitz in Xanten.

#### Medizinische Einrichtungen, Seniorenheime
Die medizinische Versorgung wird durch das Sankt Josef-Hospital mit 159 Betten gewährleistet. Zudem unterhalten fünf Ärzte für Allgemeinmedizin, elf Fachärzte und sieben Zahnärzte in Xanten ihre Praxen. Es existieren fünf Apotheken. Die Sozialpsychiatrische Initiative Xanten betreibt in Xanten und Wesel unter anderem Einrichtungen zum betreuten Wohnen, sozialpsychiatrische Zentren und das Institut für Systemische Forschung und Therapie.
In Xanten werden drei Seniorenheime betrieben. Diese sind das Evangelische Altenzentrum am Stadtpark, das katholische Elisabeth-Haus in der Nähe des Fürstenbergs und die Seniorenresidenz Burg Winnenthal bei Birten.

### Verkehr

#### Fernstraßen
Eine eigene Autobahnanbindung existiert nicht, jedoch ist Xanten durch die Anschlussstellen 5 (Sonsbeck) und 6 (Alpen) der Bundesautobahn 57 (E 31) an das Fernstraßennetz angebunden. Die Bundesstraße 57 durchquert das Stadtgebiet in Nord-Süd-Richtung.

#### Öffentlicher Personennahverkehr
Xanten verfügt über einen Bahnhof in der Nähe des Stadtzentrums an der Niederrheinstrecke, auf der die Regionalbahn Der Niederrheiner (RB 31) Xanten–Moers–Duisburg verkehrt. Der von Xanten weiter nach Kleve führende Abschnitt der Eisenbahnstrecke (Hippeland-Express) ist seit 1990 außer Betrieb, die früher nach Goch beziehungsweise Wesel führende Strecke (Boxteler Bahn) und der an ihr gelegene Bahnhof Xanten West sind abgebaut.
Im Straßenpersonennahverkehr bestehen Schnellbus-Verbindungen (X27 und X28) mit der Kreisstadt Wesel, nach Kleve (X27, über Kalkar), Goch (X28), Geldern (36, über Sonsbeck), Uedem (X28), Rheinberg (65), Alpen (41) sowie Stadtbusse, die die einzelnen Ortsteile von Xanten mit dem Zentrum verbinden. Durch Xanten führt auch ein Bürgerbus, der zwischen Sonsbeck und Alpen verkehrt und auch zum Xantener Krankenhaus fährt.
Für den gesamten ÖPNV gilt der Tarif des Verkehrsverbundes Rhein-Ruhr und tarifraumüberschreitend der NRW-Tarif.

#### Schiffsverkehr
Neben dem bei Rheinkilometer 823 betriebenen Anleger, den auch die Fahrgastschiffe Stadt Rees, Rheinkönigin und River Lady nutzen, verbindet die Personenfähre Keer Tröch II von Palmsonntag bis Ende Oktober mittwochs, freitags, samstags, sonntags und feiertags von 10 bis 19 Uhr, ab 1. Oktober bis 18 Uhr die Stadt Xanten mit dem Weseler Stadtteil Bislich. Diese Fährverbindung wurde bereits im 12. Jahrhundert als regelmäßige Verbindung erwähnt.

## Persönlichkeiten
Zu bekannten gebürtigen und mit der Stadt Xanten verbundene Persönlichkeiten gehören Personen aus Geschichte und Religion, wie beispielsweise Norbert von Xanten († 1134), Heiliger, Erzbischof von Magdeburg und Gründer des Prämonstratenserordens, und der päpstliche Abbreviator Johann Ingenwinkel († 1535). Und Personen der Wirtschaft und Wissenschaft, wie Otto Schmitz-Hübsch († 1950), Obstbaupionier und Züchter, und der Archäologe Paul Steiner († 1944), aber auch Personen aus Kunst und Kultur sowie Militär, Sport, Wissenschaft und Politik. Eine vollständige Liste, inklusive Bürgermeister und Ehrenbürger, findet sich im Hauptartikel.

### Moderne Abhandlungen
- Clive Bridger, Frank Siegmund: Die Xantener Stiftsimmunität. Grabungsgeschichte und Überlegungen zur Siedlungstopographie. In: Beiträge zur Archäologie des Rheinlandes. (Rheinische Ausgrabungen 27). Rheinland-Verlag, Köln 1987, S. 63–133.
- Michael Brocke: Xanten – Fund im Lapidarium. In: Salomon Ludwig Steinheim-Institut für Deutsch-Jüdische Geschichte Duisburg (Hrsg.): Kalonymos – Beiträge zur deutsch-jüdischen Geschichte aus dem Salomon Ludwig-Institut der Universität Duisburg–Essen. 9. Jahrgang, Ausgabe 3. Salomon Ludwig Steinheim-Institut, Duisburg 2006, ISSN 1436-1213, S. 10–12.
- Dieter Geuenich (Hrsg.): Xantener Vorträge zur Geschichte des Niederrheins. Band 2 ff. Univ. Duisburg, Duisburg 1994 ff. (Die Beiträge der Reihe werden als Einzelhefte und in Sammelbänden publiziert) (Memento vom 6. Januar 2013 im Webarchiv archive.today). Abgerufen am 4. Mai 2024.
- Dieter Geuenich, Jens Lieven (Hrsg.): Das St. Viktor-Stift Xanten. Geschichte und Kultur im Mittelalter (Veröffentlichungen des Historischen Vereins für den Niederrhein. NF Band 1). Köln/Weimar/Wien 2012, ISBN 978-3-412-20708-3.
- Friedrich Gorissen (Hrsg.): Florilegium Xantense. Xanten in der Literatur von 1464–1892. Rheinland-Verlag, Köln 1984, ISBN 3-7927-0808-6.
- Heike Hawicks: Xanten im späten Mittelalter. Stift und Stadt im Spannungsfeld zwischen Köln und Kleve (= Rheinisches Archiv 150). Böhlau, Köln 2007, ISBN 978-3-412-02906-7.
- Hermann Hinz: Xanten zur Römerzeit. Th. Gesthuysen, Xanten 1960, W. Renckhoff, Duisburg-Ruhrort 1963, Th. Gesthuysen, Xanten 1967, Dombuchhandlung, Xanten 1971, 1973, 1976 (6. Auflage).
- Dieter Kastner: 750 Jahre Stadt Xanten. Ausstellung der Stadt Xanten und der Archivberatungsstelle Rheinland. Rheinland-Verlag, Köln 1978, ISBN 3-7927-0425-0.
- Juliane Kirschbaum: Xanten. Europäische Beispielstadt. Landeskonservator Rheinland im Auftrag des Landschaftsverbands Rheinland. Rheinland-Verlag, Köln 1975, ISBN 3-7927-0226-6.
- Paul Ley: Die Inschriften der Stadt Xanten (= Die Deutschen Inschriften des Mittelalters und der Frühen Neuzeit. Düsseldorfer Reihe, Bd. 9). Unter Mitarbeit von Helga Giersiepen. Dr. Ludwig Reichert Verlag, Wiesbaden 2017, ISBN 978-3-95490-144-9.
- Tim Michalak: Du mein Xanten – Römer-, Dom- und Siegfriedstadt am Rhein, 2014, 2. überarbeitete Auflage 2015, Anno-Verlag, Ahlen, ISBN 978-3-939256-14-4.
- Jens Lieven: "...alden historien die van werden syn..." Über die Faszination des Mythos im Mittelalter. Oder warum Hector von Troja Xanten gründete. In: Rhein-Maas. Studien zur Geschichte Sprache und Kultur 3 (2012). S. 64–77, ISBN 978-3-943022-10-0
- Tim Michalak: Xanten. 55 Orte und Meilensteine der Geschichte. Sutton, Tübingen 2024, ISBN 978-3-96303-517-3.
- Tim Michalak und Heimat- und Geschichtsvereine Xanten (Hrsg.): Xanten und seine Ortschaften – Gestern und Heute, 2015, Anno-Verlag, Ahlen, ISBN 978-3-939256-22-9.
- Tim Michalak: Zeitreise Xanten. Geschichte(n) eines niederrheinischen Traditionshotels – 230 Jahre Hotel van Bebber, 2014, Anno-Verlag, Ahlen, ISBN 978-3-939256-23-6.
- Christiane E. Müller: „Zeuge sei dieser Steinhügel“. Der jüdische Friedhof Xanten und die Geschichte seiner Gemeinde. Aschendorff, Münster 2022, ISBN 978-3-402-24930-7.
- Julia Obladen-Kauder: Spurensuche in Xanten (= Führer zu archäologischen Denkmälern im Rheinland. Band 3). Rheinischer Verein für Denkmalpflege und Landschaftsschutz, Köln 2005, ISBN 3-88094-927-1.
- Thomas Otten: Die Ausgrabungen unter St. Viktor zu Xanten: Dom und Immunität. (Rheinische Ausgrabungen, 53). Zabern, Mainz 2003, ISBN 3-8053-3148-7.
- Gundolf Precht, Hans-Joachim Schalles (Hrsg.): Spurenlese. Beiträge zur Geschichte des Xantener Raumes. Rheinland-Verlag / Rudolf Habelt, Köln/Bonn 1989, ISBN 3-7927-1162-1.
- Ingo Runde: Xanten im frühen und hohen Mittelalter. Sagentradition, Stiftsgeschichte, Stadtwerdung (= Rheinisches Archiv 147). Böhlau, Köln 2003, ISBN 3-412-15402-4.
- Holger Schmenk: Xanten im 19. Jahrhundert. Eine rheinische Stadt zwischen Tradition und Moderne. Böhlau, Köln 2008, ISBN 978-3-412-20151-7.
- Stadt Xanten (Hrsg.): Studien zur Geschichte der Stadt Xanten 1228–1978. Rheinland, Köln 1978, ISBN 3-7927-0749-7.
- Frank Siegmund: Merowingerzeit am Niederrhein. (Rheinische Ausgrabungen 34). Rheinland, Köln 1998, ISBN 3-7927-1247-4, S. 246–267 und 440–470.
- Ralph Trost: Eine gänzlich zerstörte Stadt. Nationalsozialismus, Krieg und Kriegsende in Xanten. Waxmann, Münster 2004, ISBN 3-8309-1413-X (PDF, abgerufen am 16. April 2024).
- Verein zur Erhaltung des Xantener Domes e. V. (Hrsg.): Xantener Vorträge zur Geschichte des Niederrheins. Band 1 – 1990–1992. Mönchengladbach 1993.
- Ingo Runde: Troia sive Xantum. Zu der Entstehung einer (ost-)fränkischen Troiasage und ihrer Bedeutung für die Kontinuitätsproblematik im Xantener Raum. In: Mittelalter an Rhein und Maas – Beiträge zur Geschichte des Niederrheins (Thomas Schilp, Uwe Ludwig, Hrsg.), Studien zur Geschichte und Kultur Nordwesteuropas, Band 8, Waxmann, Münster 2004, ISBN 3-8309-1380-X, S. 9–26 (eingeschränkte Vorschau, abgerufen am 16. April 2024).

### Ältere Darstellungen
- Franz Fiedler: Römische Denkmäler der Gegend von Xanten und Wesel am Niederrhein und an der Lippe. G. D. Bädeker, Essen 1824 (S. 133–154, abgerufen am 16. April 2024).
- Franz Fiedler: Die römischen Inschriften in Xanten. In: Jahresbericht über das Schuljahr 1838 – 1839 des Gymnasiums, Wesel 1839 (S. 1–21, abgerufen am 16. April 2024).
- Johannes Petrus Spenrath: Alterthümliche Merkwürdigkeiten der Stadt Xanten und ihrer Umgebung. Aus authentischen Quellen zusammengetragen. 1. Theil. Enthaltend: Nachrichten über die römischen Alterthümer von Xanten. J. H. Funcke, Krefeld 1837 (Digitalisat, abgerufen am 16. April 2024).
- Johannes Petrus Spenrath: Alterthümliche Merkwürdigkeiten der Stadt Xanten und ihrer Umgebung. Aus authentischen Quellen zusammengetragen. 2. Theil. Enthaltend: Nachrichten über den Bau der xantischen Kirche. J. H. Funcke, Krefeld 1838 (Digitalisat, abgerufen am 16. April 2024).
- Jacob Schneider: Xanten. In: Monatsschrift für die Geschichte Westdeutschlands mit besonderer Berücksichtigung der Rheinlande und Westfalens. Band 7, Trier 1881; Teil I (S. 87–90, abgerufen am 16. April 2024); Teil II (S. 324–333, abgerufen am 16. April 2024); Teil III (S. 380–391, abgerufen am 16. April 2024).
- Gustav Adolf von Klöden, Richard Oberländer: Unser Deutsches Land und Volk. Zweite Auflage, Band 5: Bilder vom Niederrhein, Otto Spamer, Leipzig/Berlin 1882 (S. 191–206, abgerufen am 16. April 2024).
- Xanten, Lexikoneintrag in: Meyers Großes Konversations-Lexikon, 6. Auflage, Band 20, Leipzig/Wien 1909 (S. 806, abgerufen am 16. April 2024).
- Xanten, Kreis Mörs. In: Meyers Gazetteer, abgerufen am 16. April 2024. Mit Eintrag aus Meyers Orts- und Verkehrslexikon, Ausgabe 1912 sowie einer alten Landkarte der Umgebung von Xanten mit der Lage der Castra Vetera sowie der Römischen Arena südlich des Stadtkerns.